# Wiesneck (Buchenbach)
Koordinaten: 47° 57′ 54,4″ N, 8° 0′ 1,9″ O

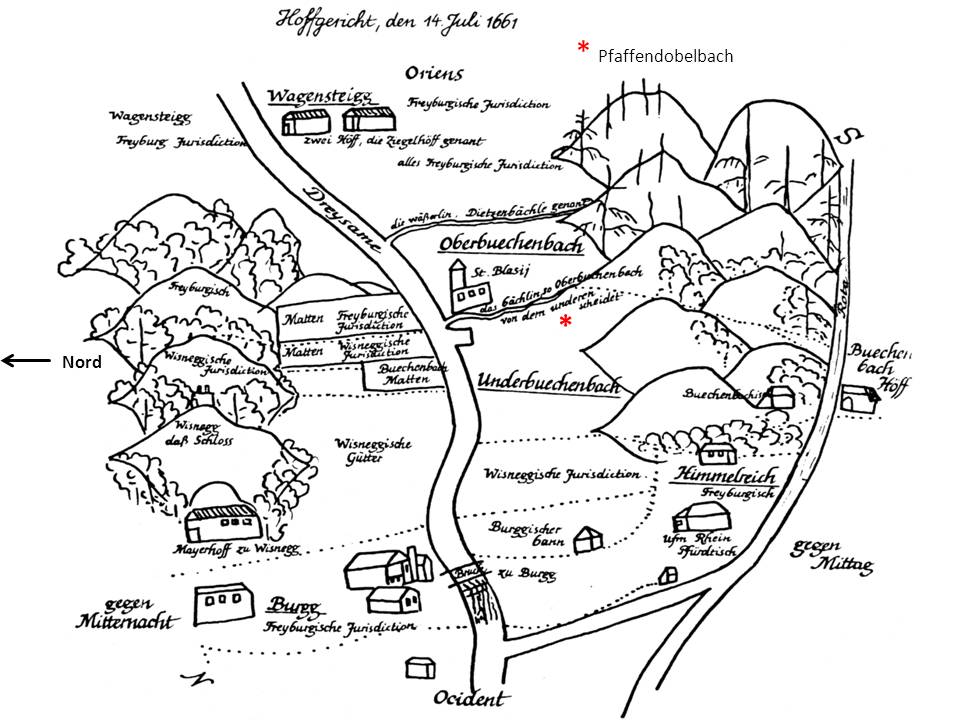
1661 Buchenbach, historischer Plan

Die Kolonie Wiesneck ist ein Weiler der Gemeinde Buchenbach im Landkreis Breisgau-Hochschwarzwald. Mit der Errichtung der Burg Wiesneck im Hochmittelalter bildete sich am Fuße bereits eine erste kleine Siedlung. Die heutige Kolonie Wiesneck wurde 1911 als Kolonie von Landhäusern im Stil von Schwarzwaldhäusern gegründet.

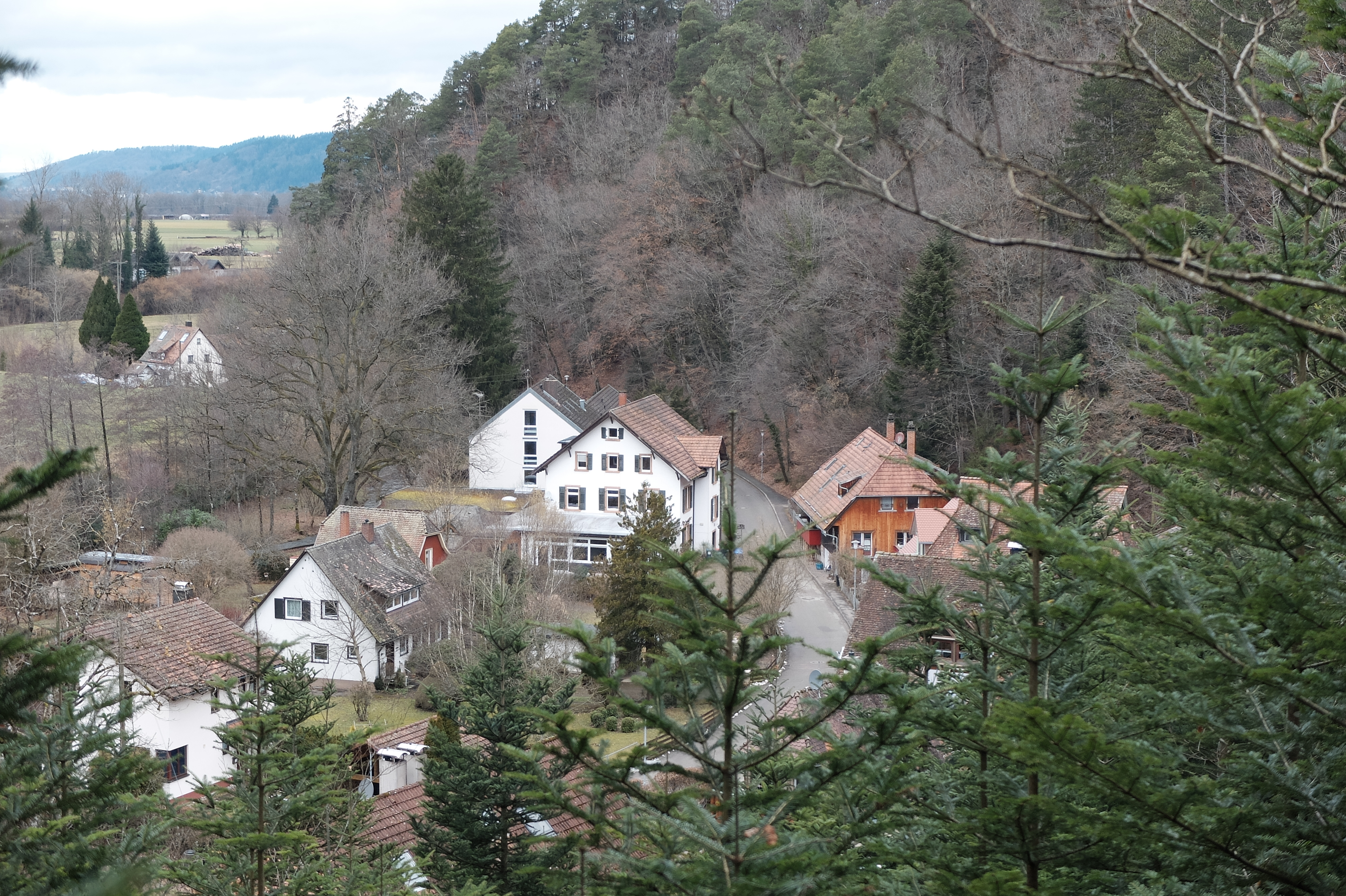
2022 Blick auf die Kolonie Wiesneck
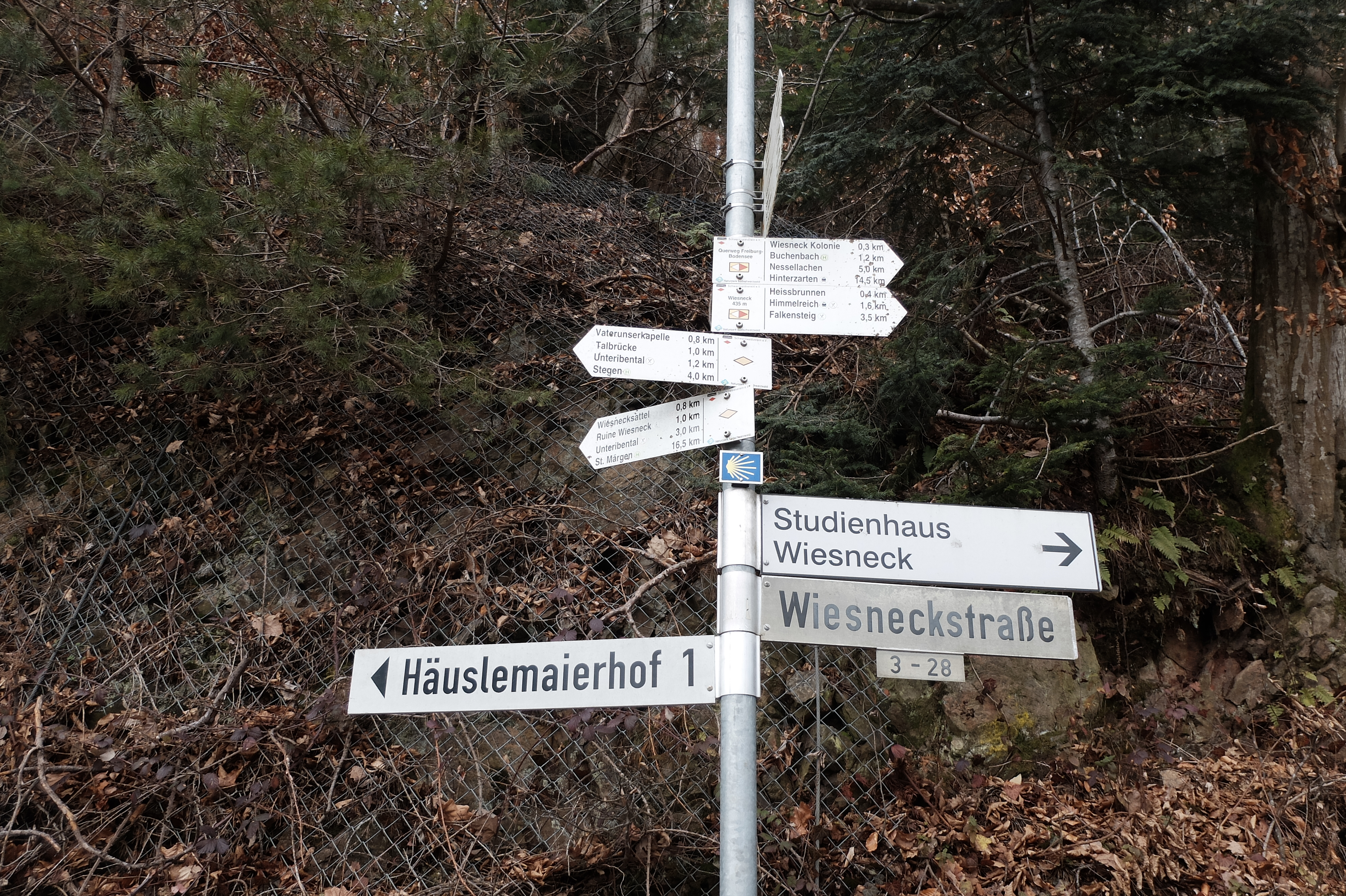
2022 Wegweiser an der Brücke über den Wagensteigbach
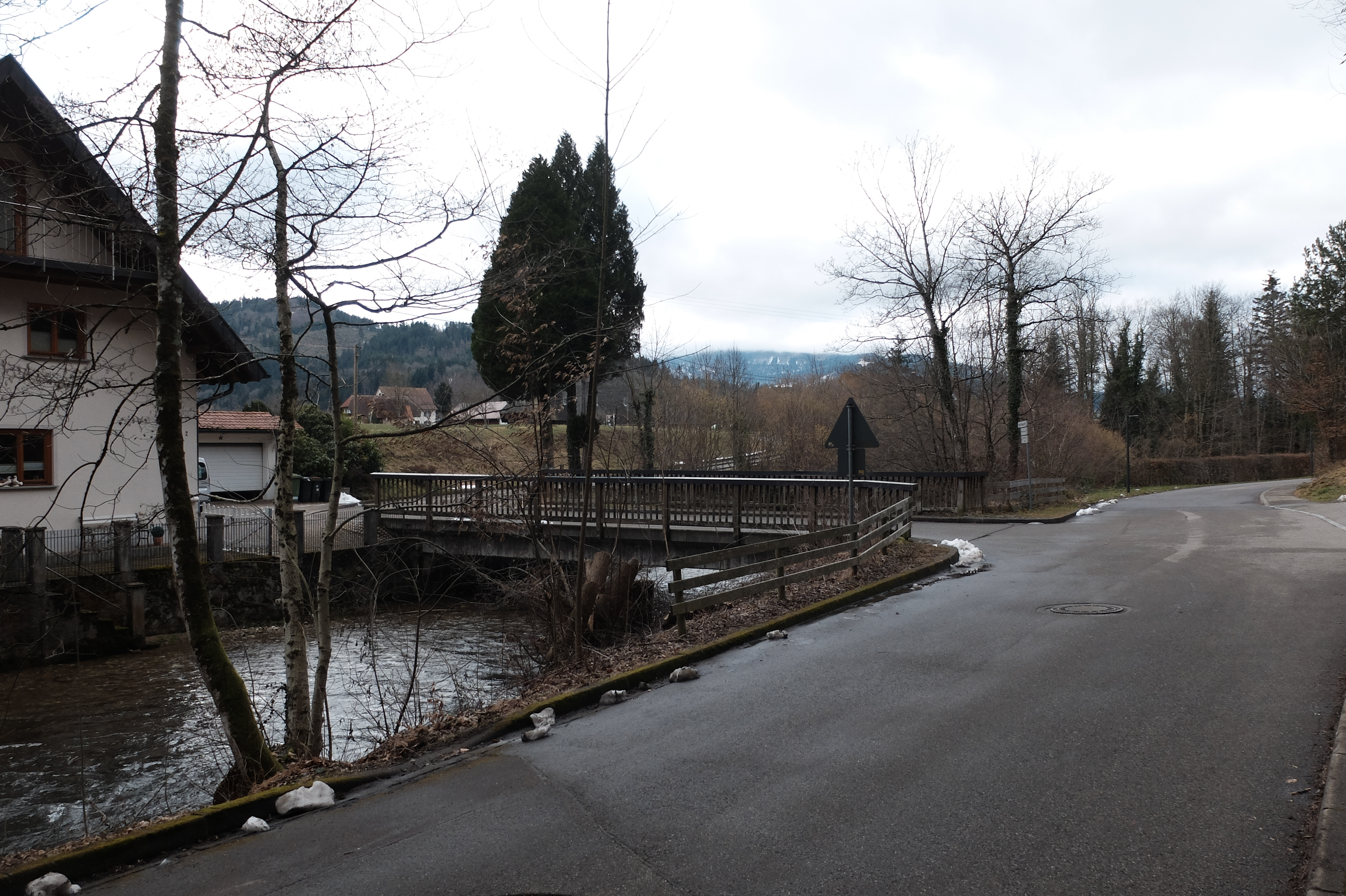
2022 Brücke über den Wagensteigbach, westlicher Eingang
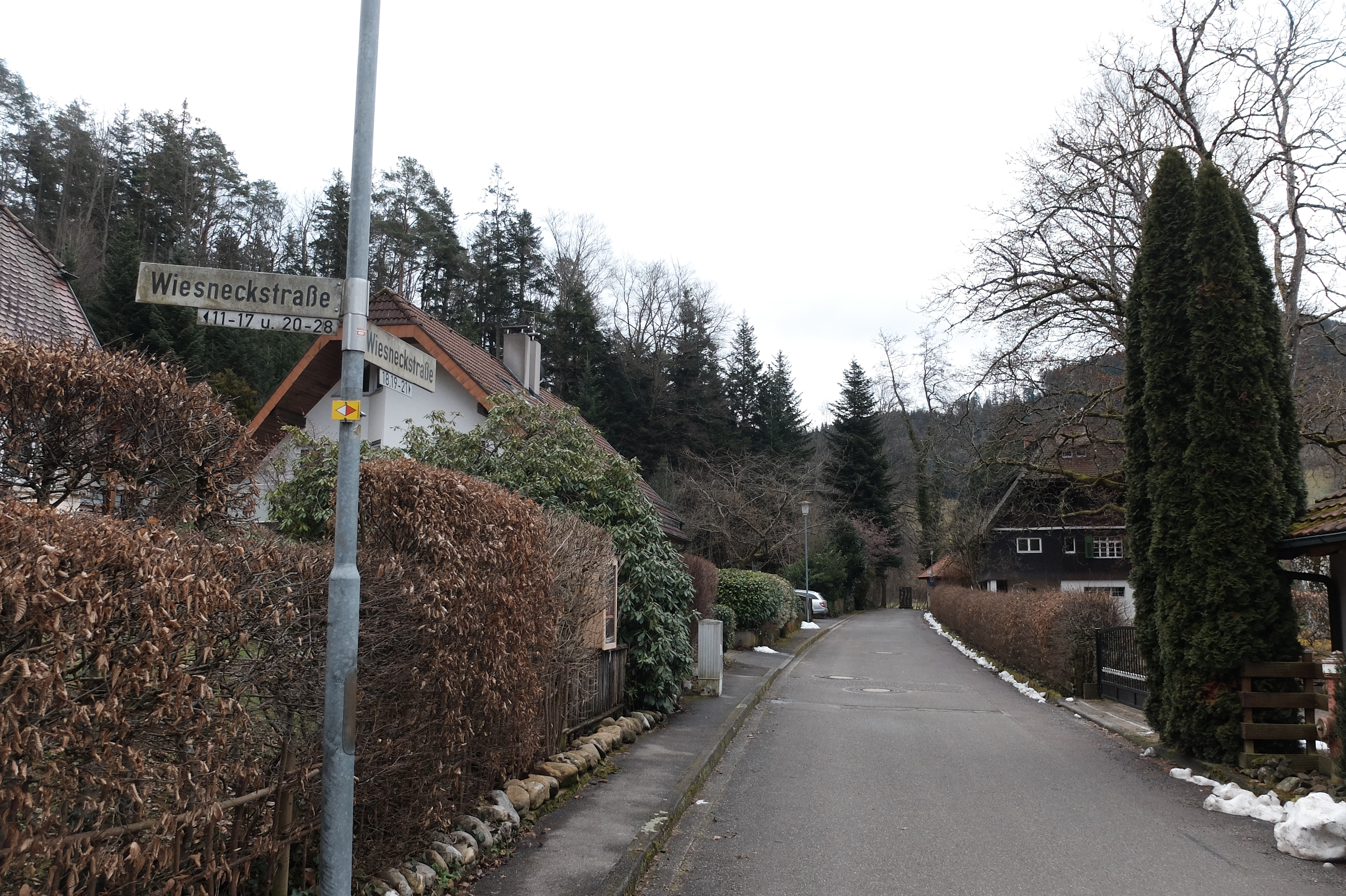
2022 Südöstlicher Ausgang
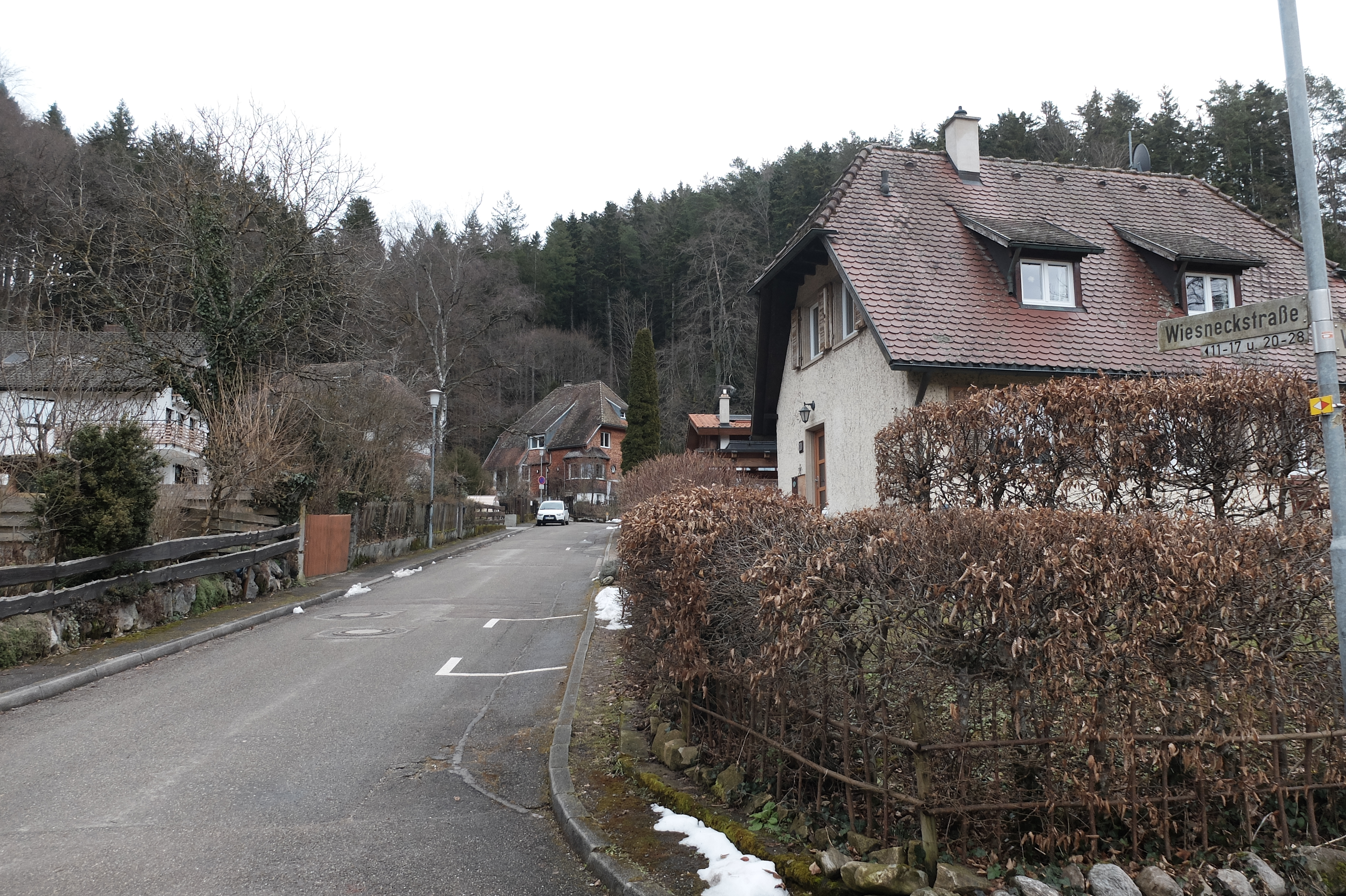
2022 Blick nach Nordost

## Topografie und Geologie
Wiesneck liegt auf 435 m Höhe etwa 800 m nordwestlich vom Ortskern Buchenbachs und erstreckt sich im Kern auf einer Länge von ca. 400 m entlang des Wagensteigbachs. Die Siedlung liegt an einer geologisch markanten Geländestufe zwischen den Sedimenten des Dreisamtals und Schwarzwaldgesteinen.
Sie befindet sich auf Flussbettsanden in der hydrogeologischen Einheit „jungquartäre Flusskiese und Flusssande“. Südlich des Wagensteigbaches gibt es eine Geländestufe von etwa 2–3 m, dort finden sich Flusssande und Flussschotter.
Die angrenzende Erhebung zur Burgruine Wiesneck ist überwiegend aus Gneis und gneisähnlichen Gesteinen aufgebaut. Nahe der Brücke über den Wagensteigbach ist eine markante steile Felswand, die mit Felsnägeln und Netzen gegen Steinschlag gesichert wurde.

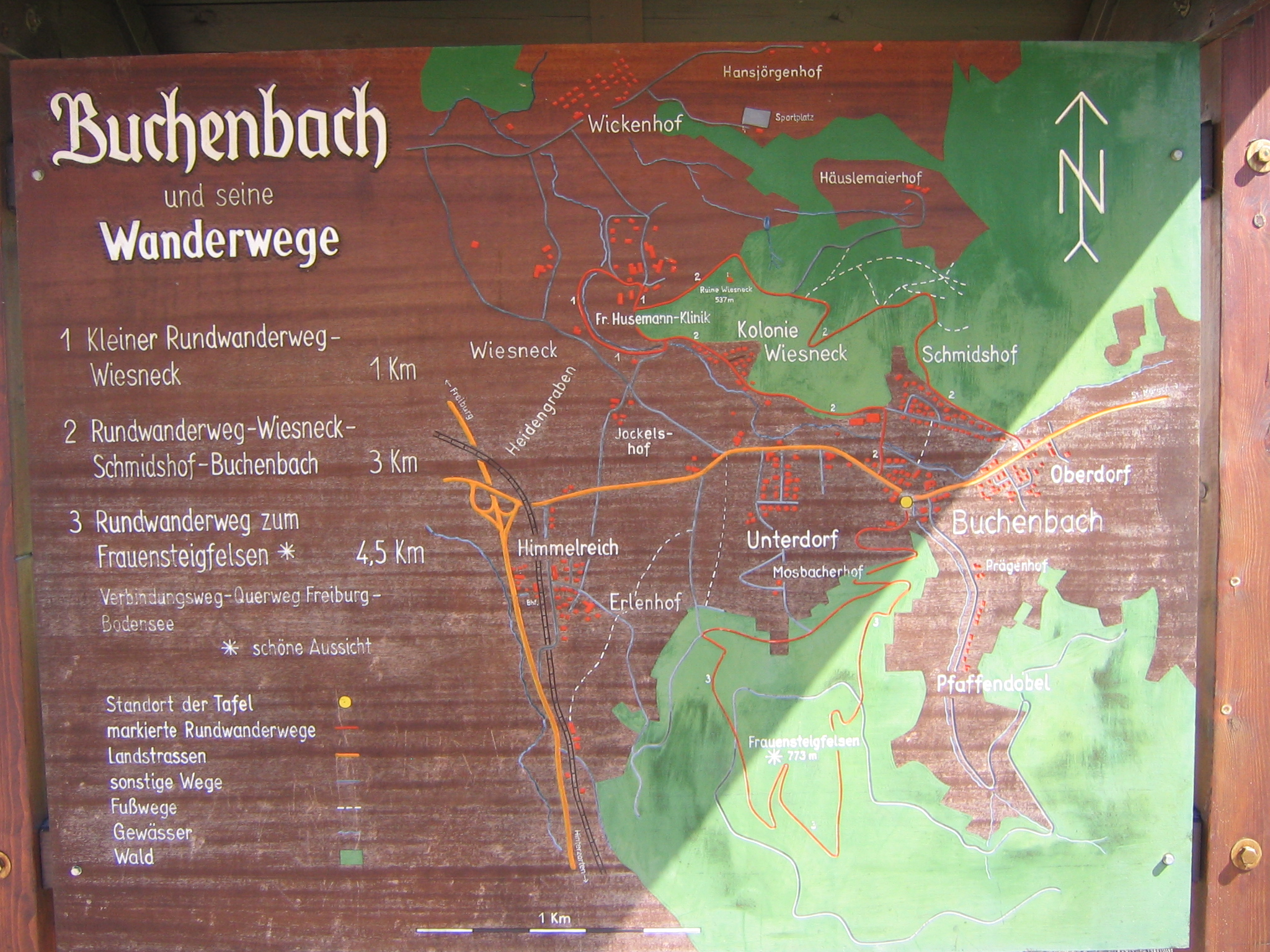
2007 Karte Buchenbach, Wanderwege
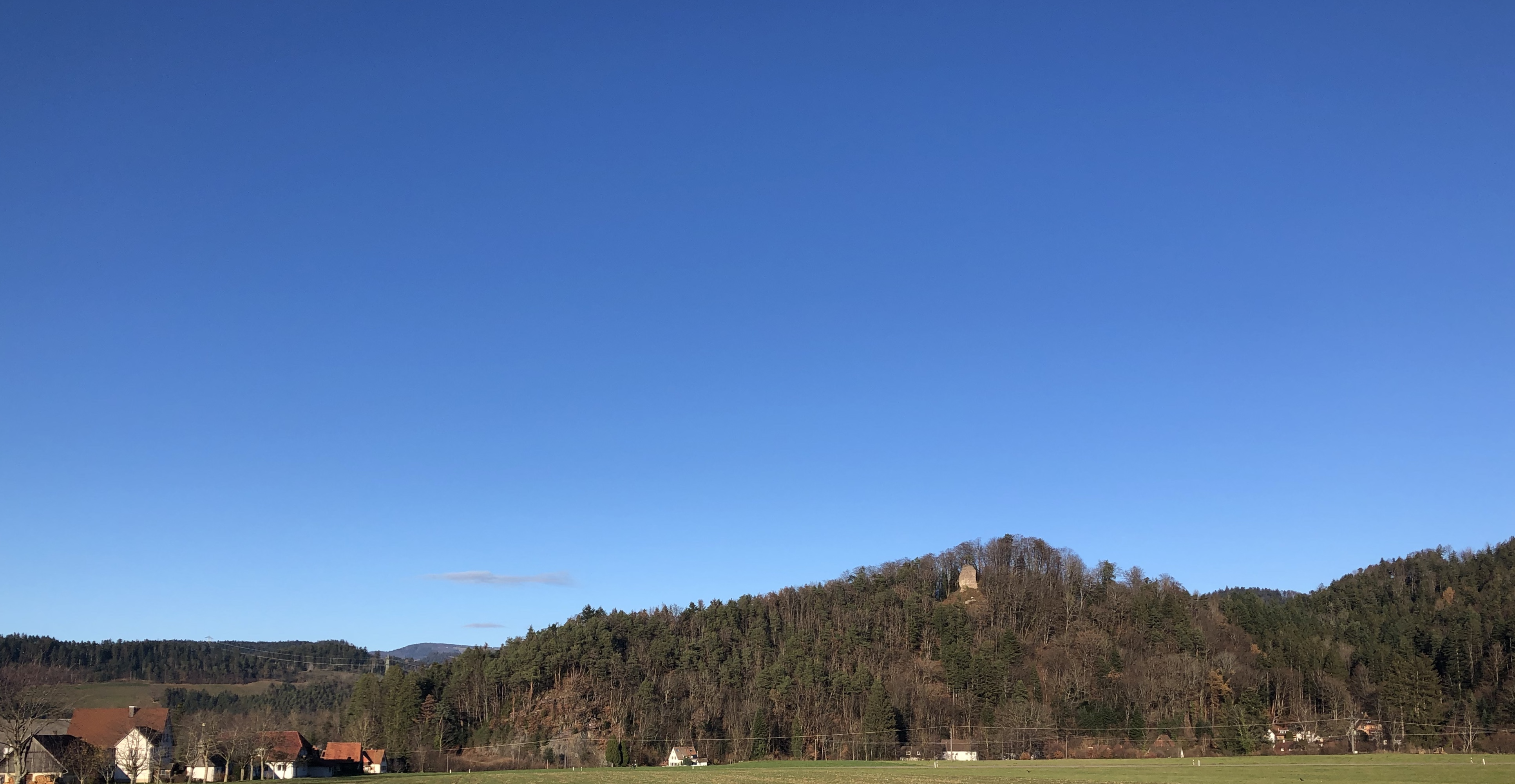
2020 Panorama Wiesneck mit Burgruine
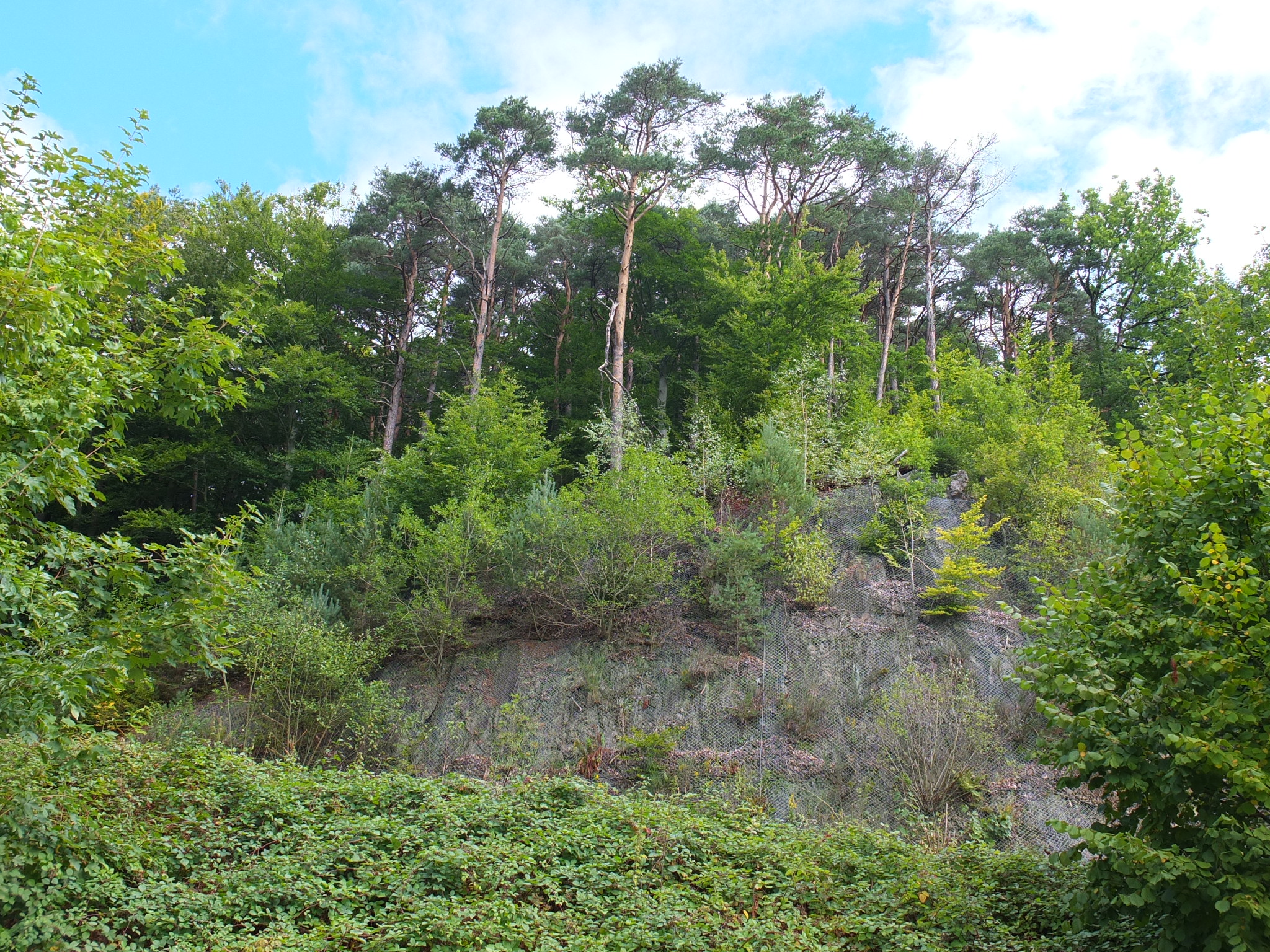
2013 Wiesneck Felswand
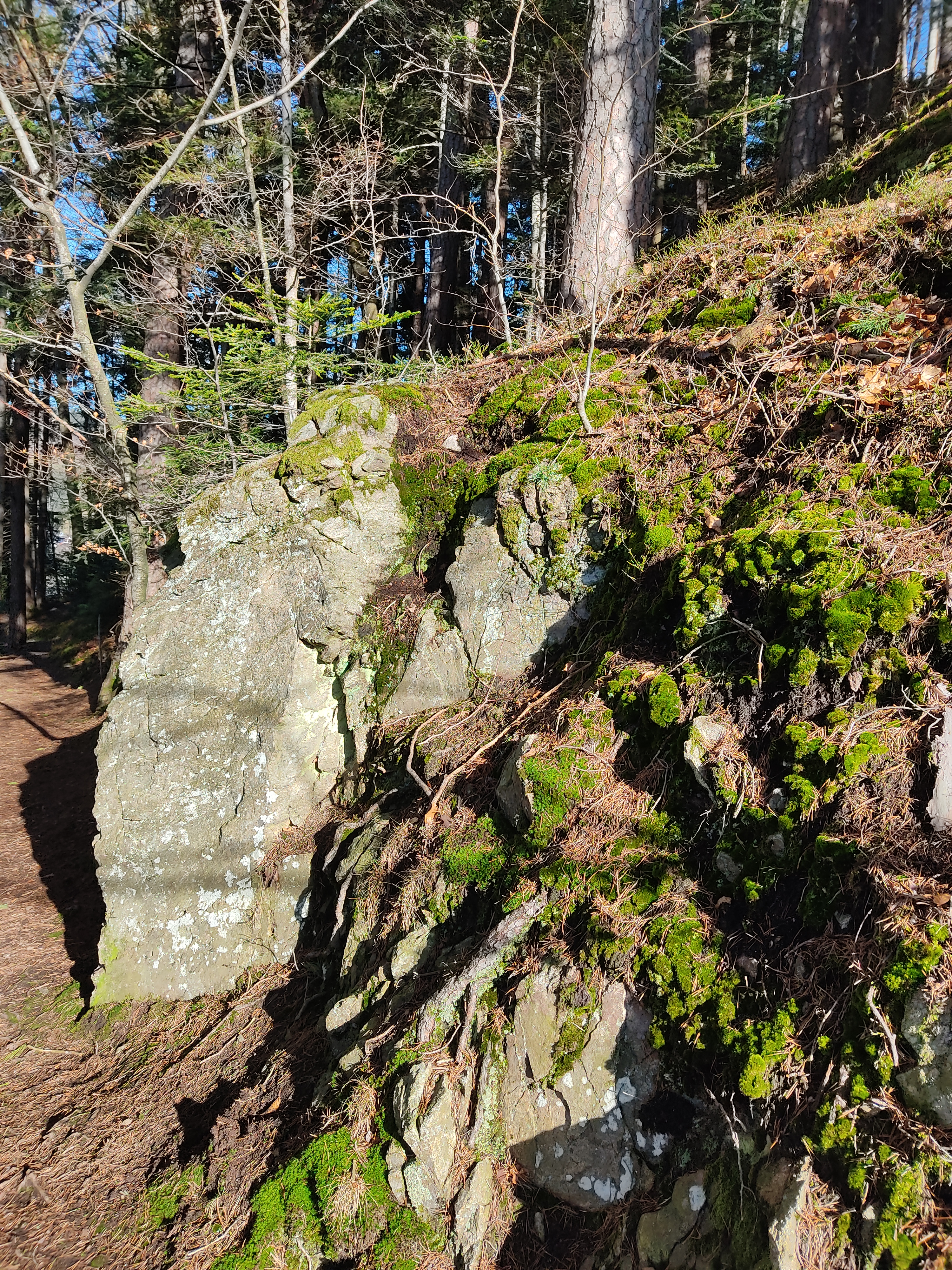
2022 Wiesneck anstehender Gneis oberhalb Felswand
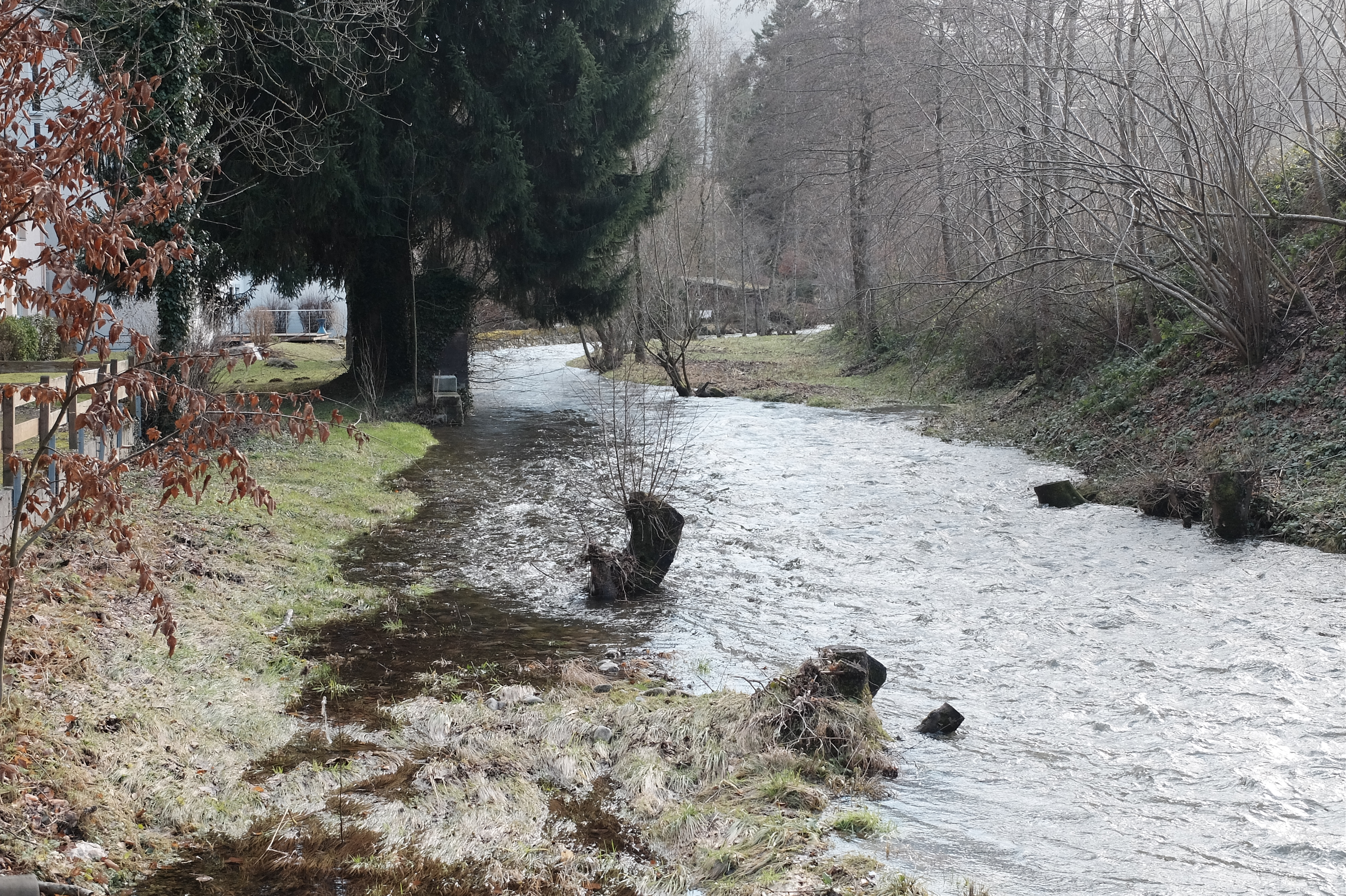
2018 Wagensteigbach mit Geländestufe am talseitigen Ufer
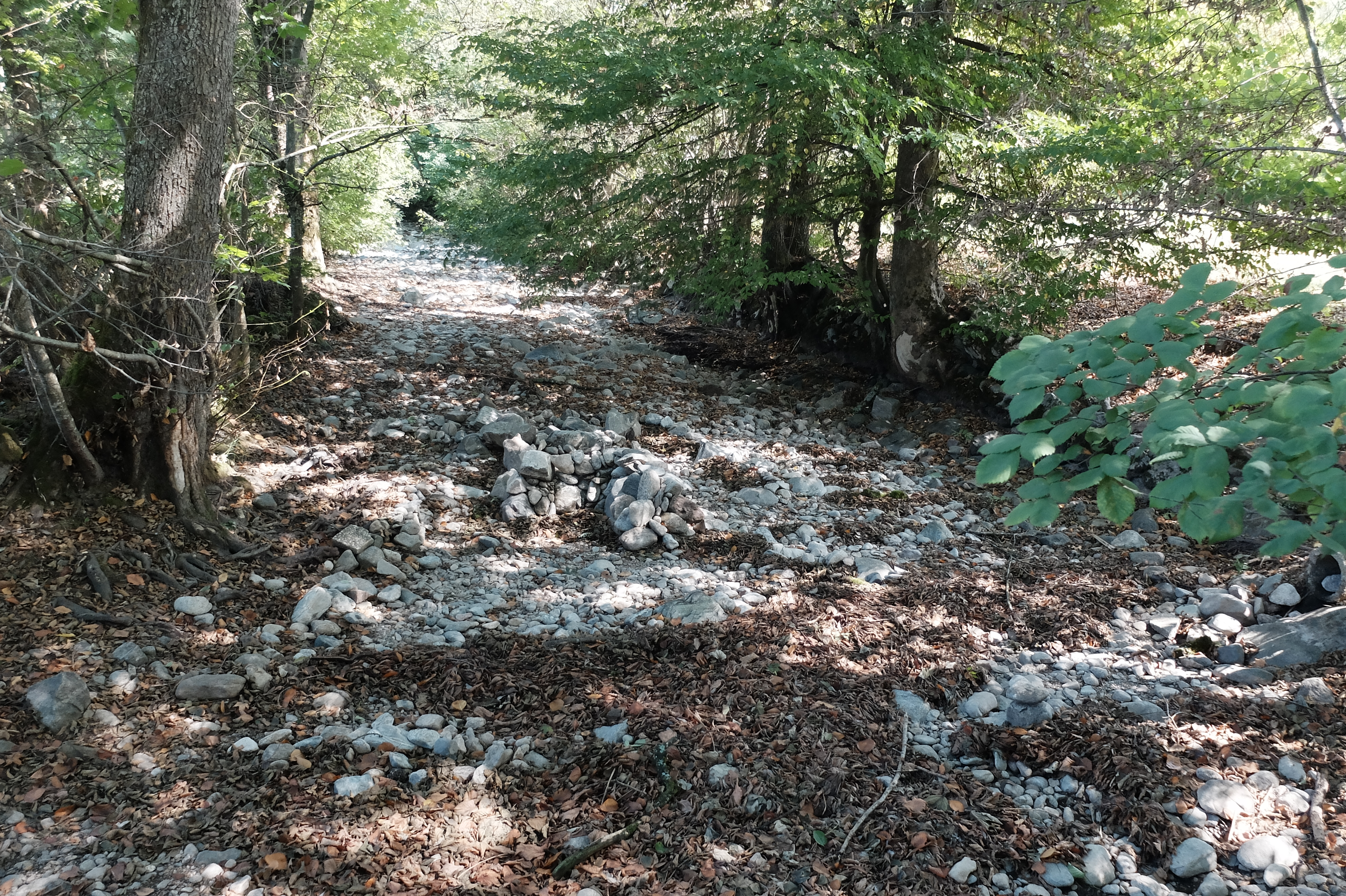
2018 Wagensteigbach, im August trockengefallen

## Burgruine Wiesneck
Im Norden der Siedlung liegt steil ansteigend auf 537 m die Burgruine Wiesneck. Sie wurde 1096 erstmals urkundlich erwähnt und seitdem mehrfach zerstört und von einer Reihe wechselnder Besitzer wiederaufgebaut. Im Dreißigjährigen Krieg wurde sie dann 1644 endgültig zerstört.
Nach dem zwischenzeitlichen Verkauf des Geländes an die Echtwald GmbH ist das Gelände seit 2021 wieder im Besitz des Land- und Forstwirts Nikolaus Freiherr von Gayling-Westphal.
Am nahe gelegenen Wiesnecksattel beginnt auf ca. 500 m
Höhe ein beliebter Wanderweg, die Wolfsteige, der bis nach St. Peter bzw. St. Märgen in ca. 900 m Höhe führt.

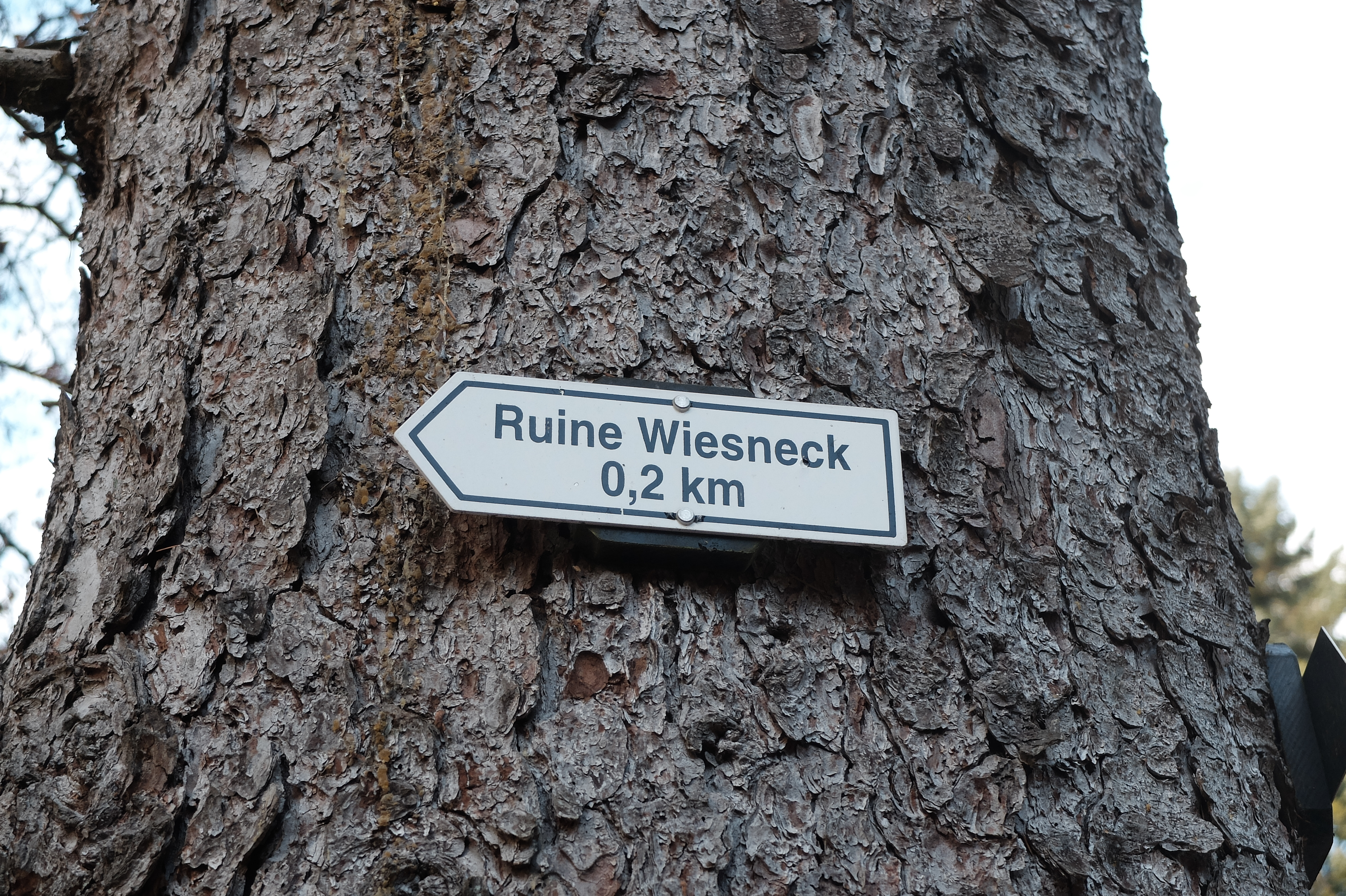
2022 Wegweiser vom Wiesnecksattel
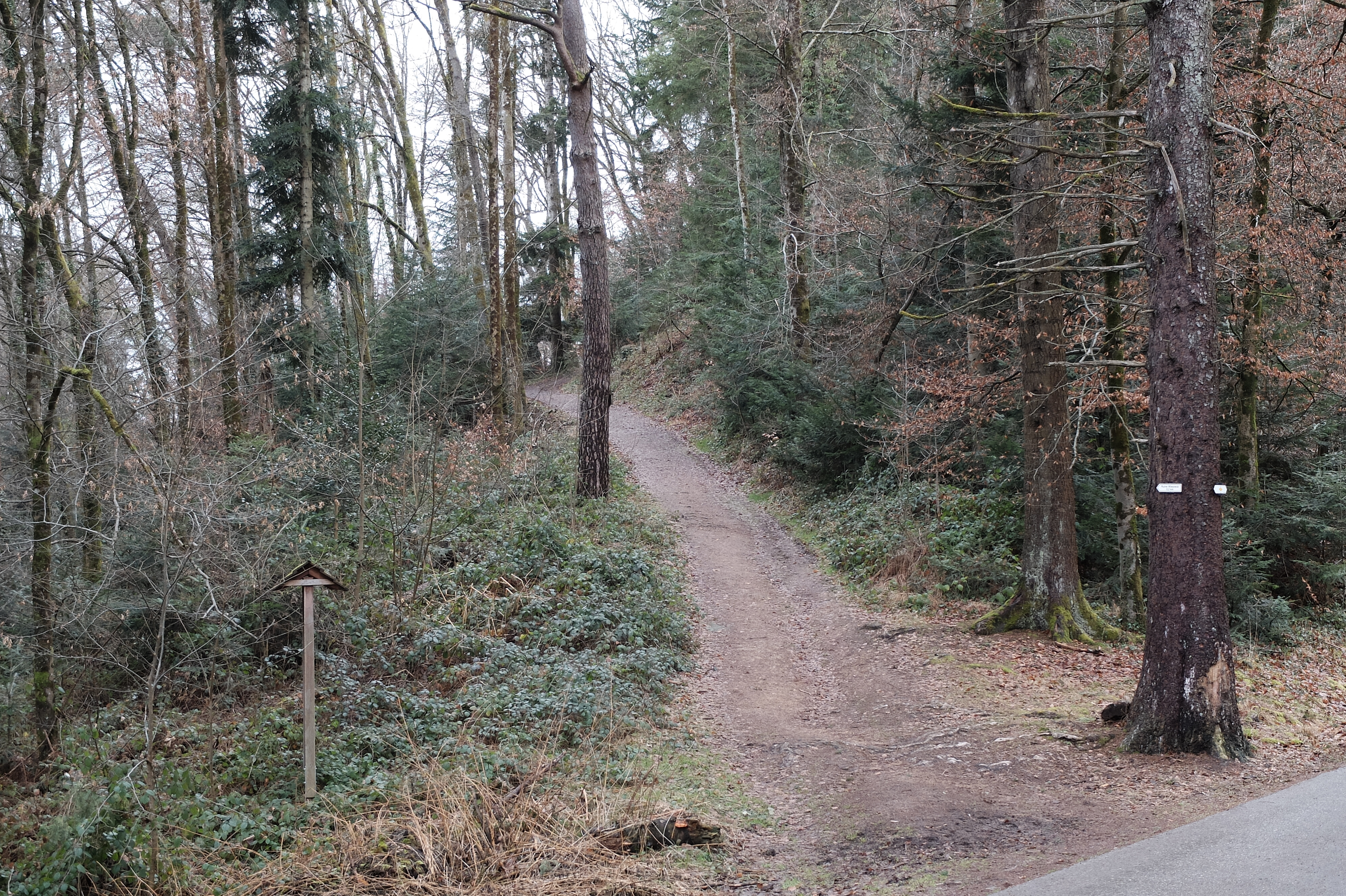
2022 Aufgang vom Wiesnecksattel
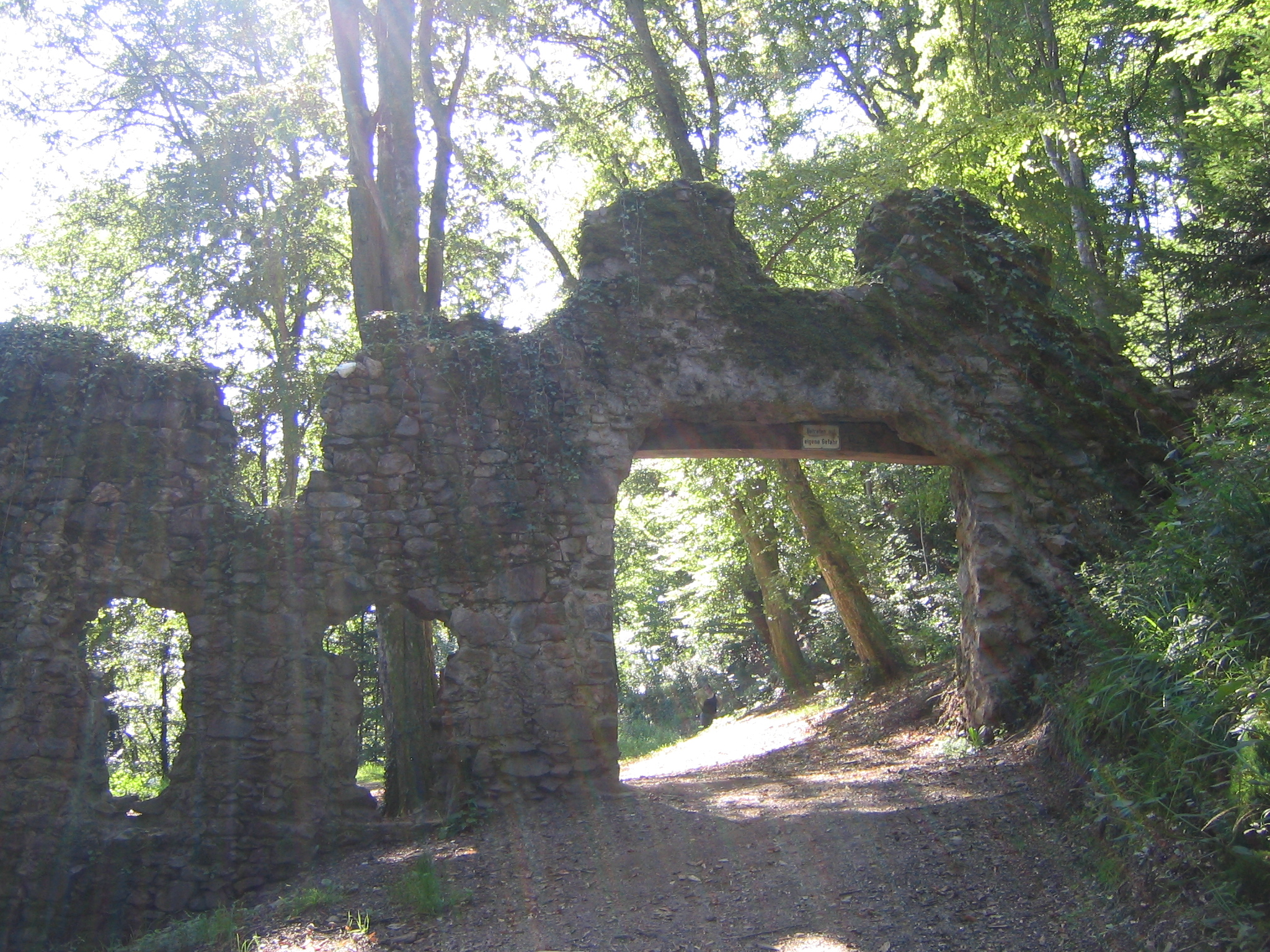
2007 östlicher Eingang vom Wiesnecksattel kommend
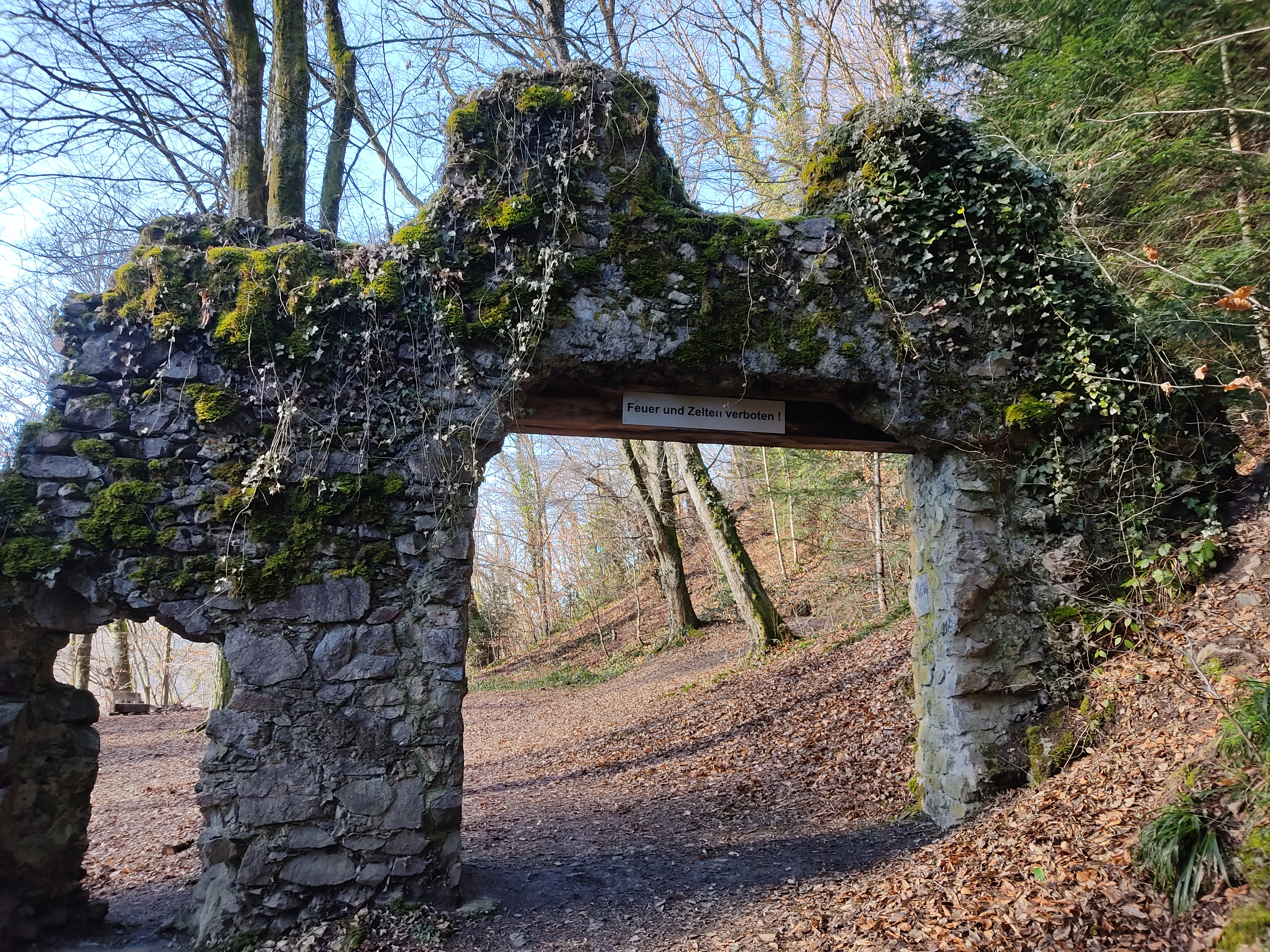
2022 östlicher Eingang vom Wiesnecksattel kommend
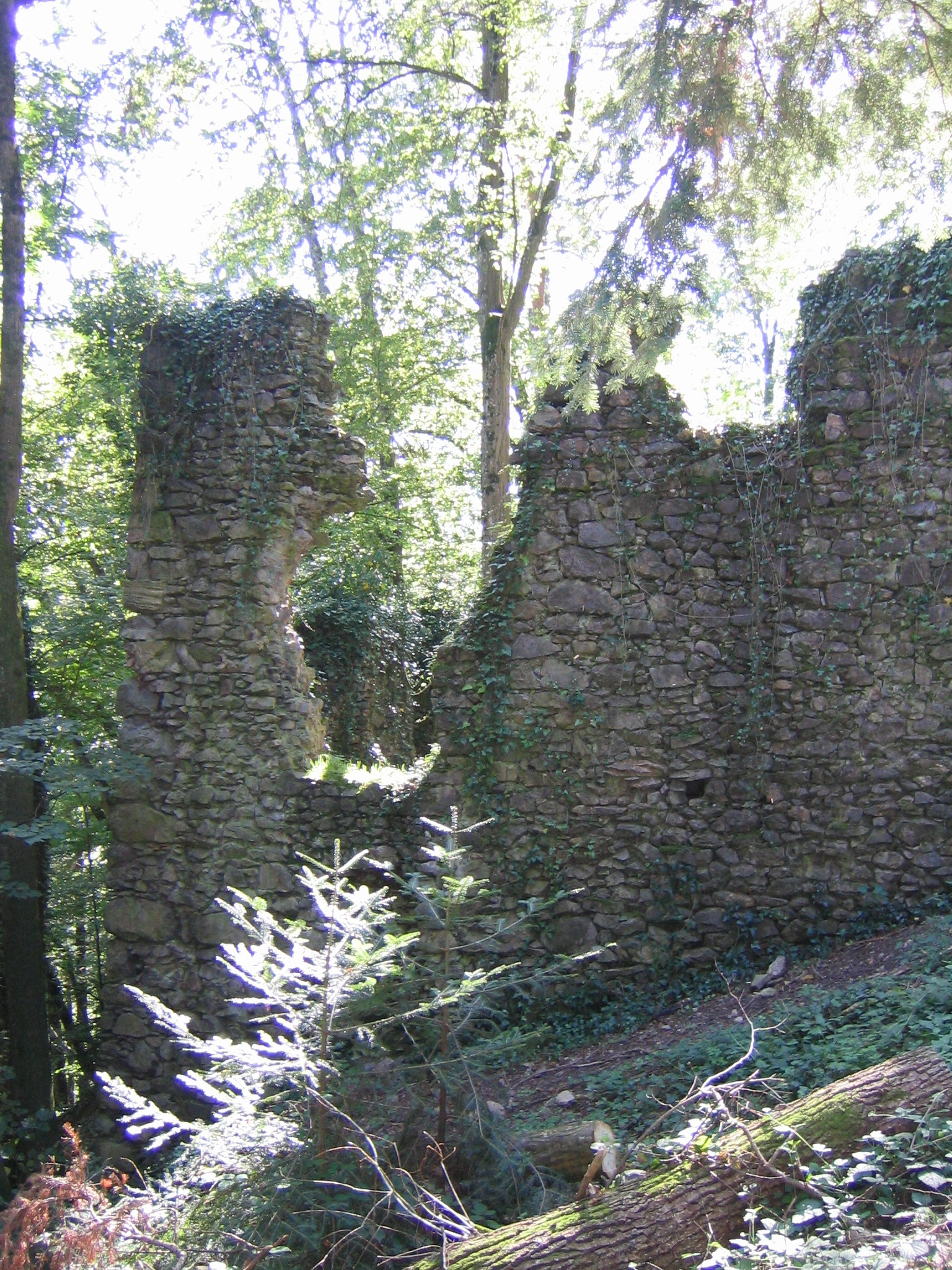
2007 östliche Mauern
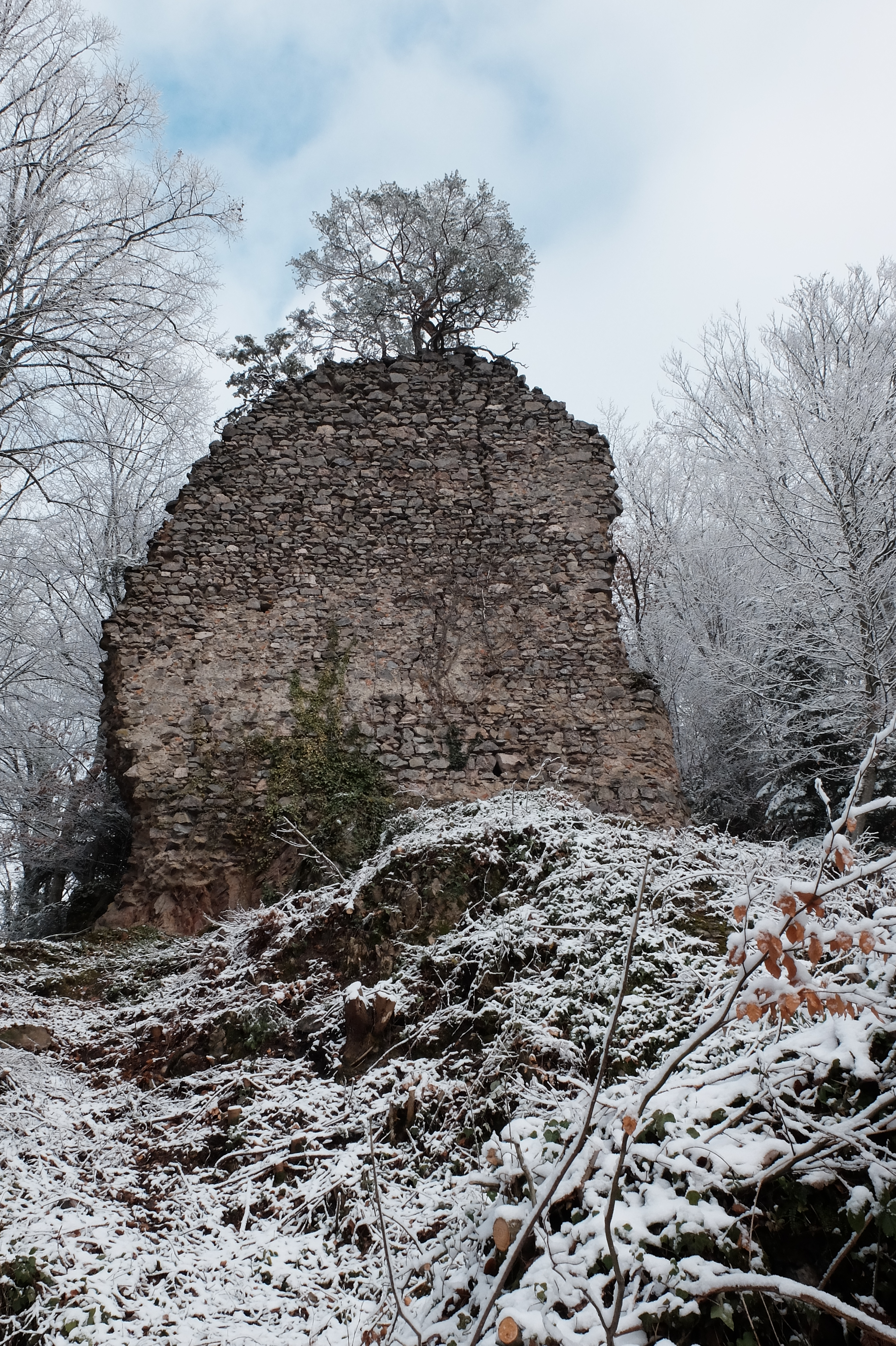
2020 Burgruine Wiesneck, Turm-Mauerreste
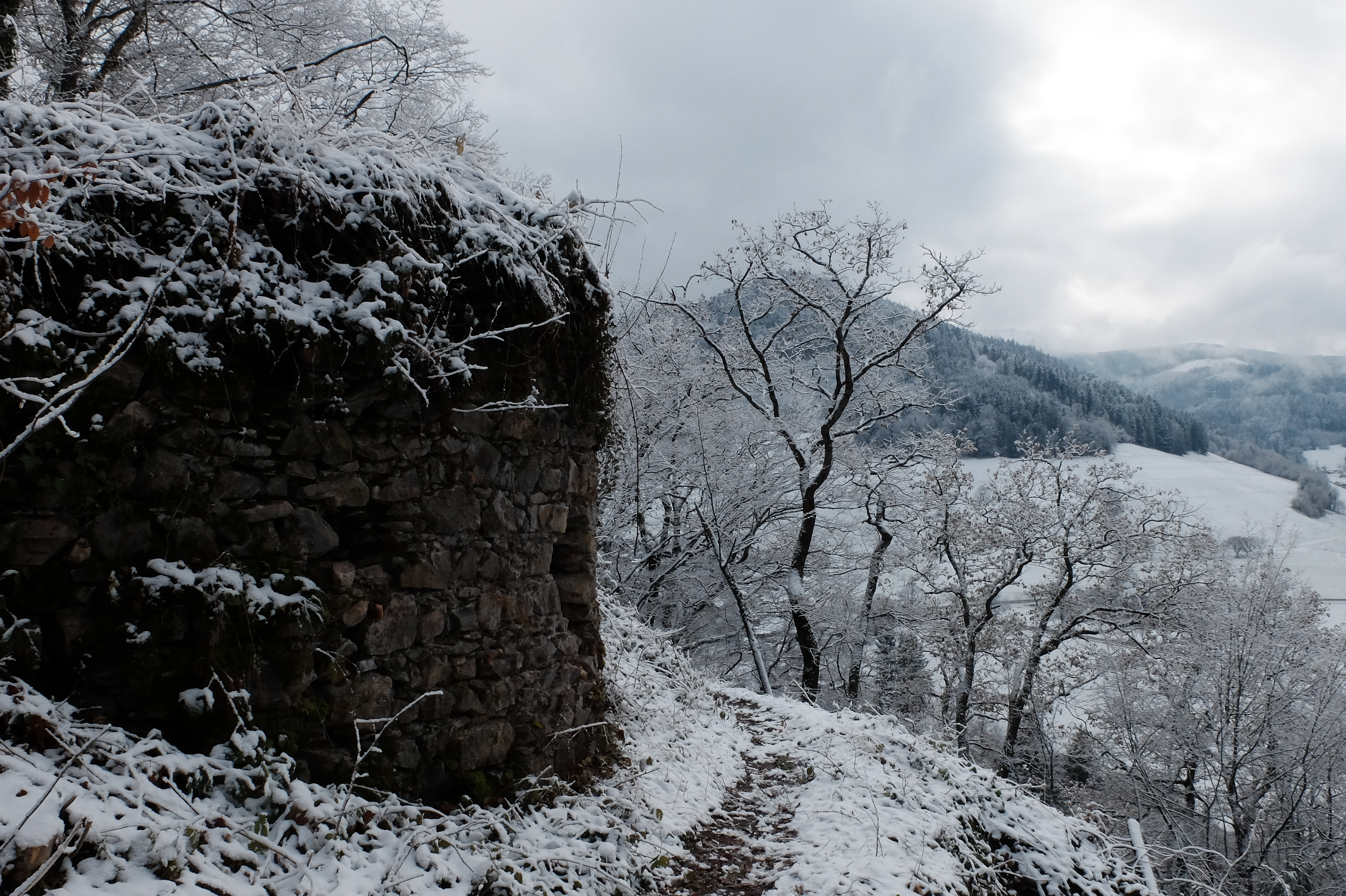
2020 Burgruine Wiesneck, Mauerreste, Blick nach Süden zum Höllental
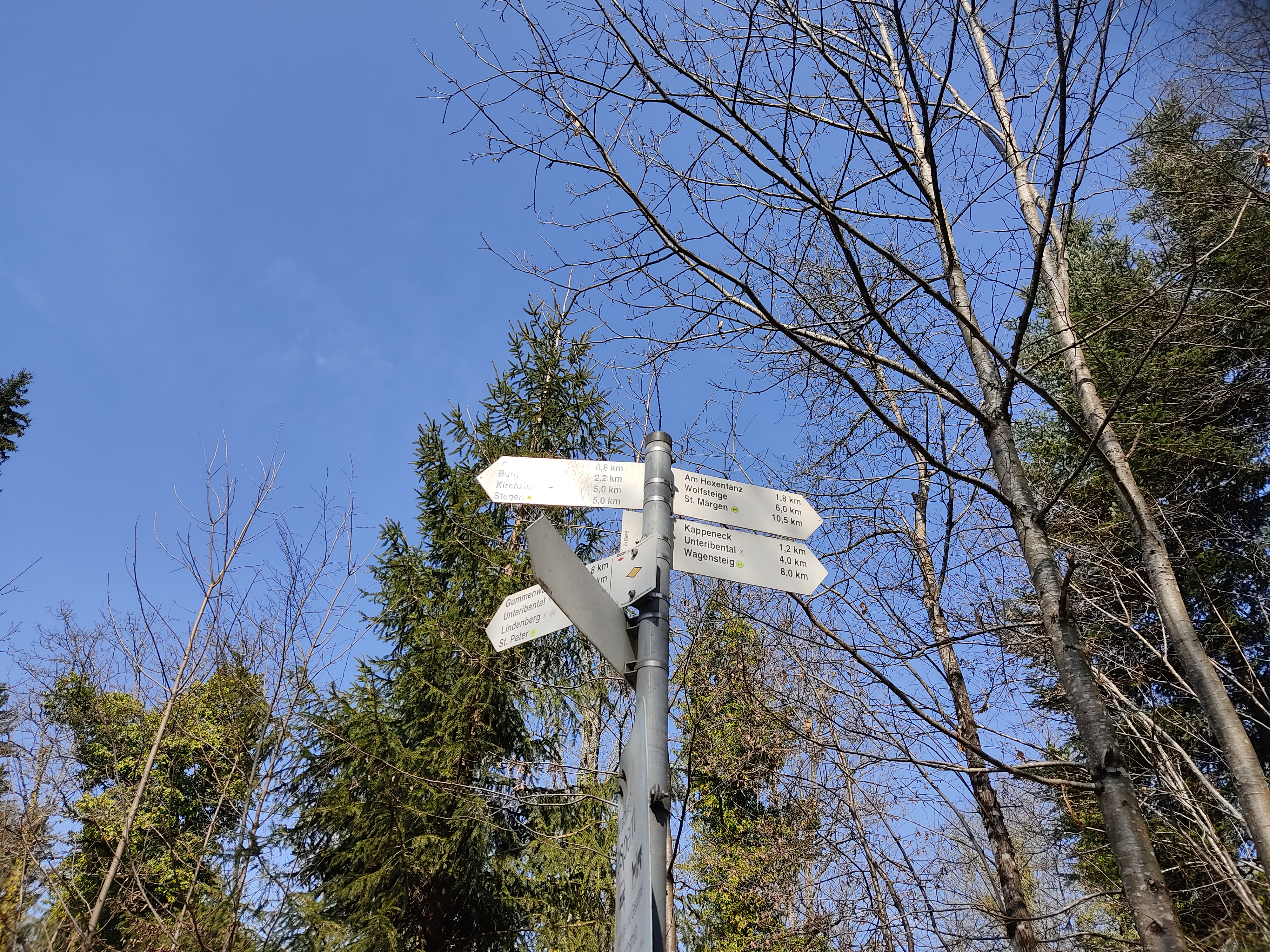
2022 Wiesnecksattel

## Geschichte der Kolonie Wiesneck

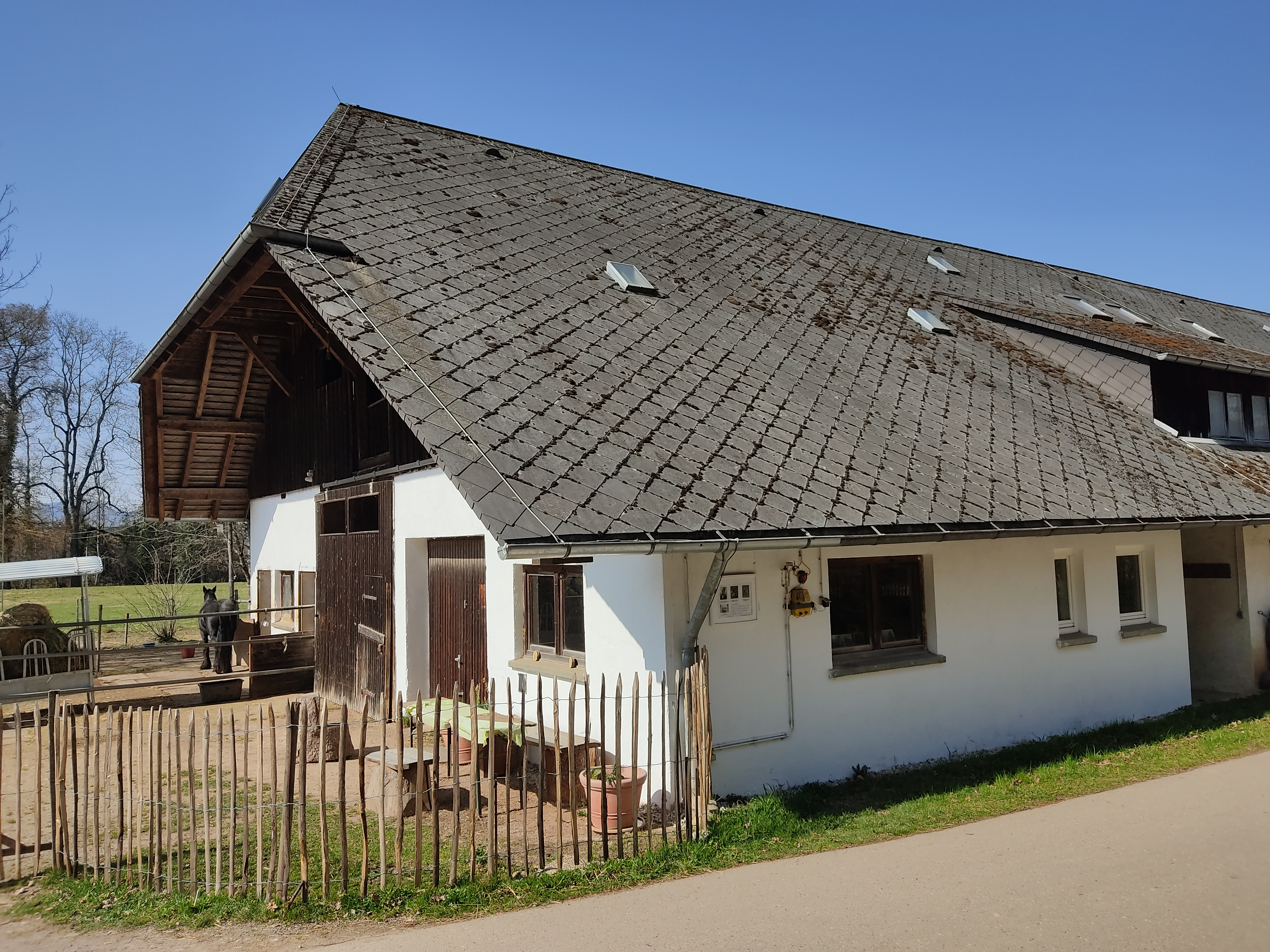
Meierhof, Tenne

Die Geschichte der Kolonie Wiesneck ist eng verbunden mit der Geschichte der Burg Wiesneck. Am Fuß der Burg befanden sich bereits früh verschiedene Höfe in Leibeigenschaft zu deren Versorgung, der Meierhof, Wanglerhof, Altenvogtshof und insbesondere die Wiesnecker Mühle. Zum Meierhof gehörten eine große Tenne sowie davon getrennte Wohngebäude. 1897 übernahm die Gemeinde Buchenbach den Meierhof mit einer Gesamtfläche von etwa 50 ha. Die Fläche des Acker- und Weidelandes erstreckte sich bis zum Häuslemeierhof, die Gemeinde ließ an den Berglagen Wald anpflanzen. Ab 1904 kaufte der Arzt A.W.C.Berns etwa zwei Drittel des Gutes, die Waldflächen blieben in Gemeindehand. Berns hatte zuvor in Freiburg-Günterstal in einem Landhaus gewohnt und dort ein Arboretum angelegt. Er baute auf dem Areal ein Herrenhaus (Cedernhaus) und legte ein kleines Elektrizitätswerk an. Für einen geplanten Park kaufte er exotische Bäume und Sträucher. Allerdings verkaufte er bereits 1907 das Anwesen an Heinrich Schöndube.
1971 brannte die alte Tenne ab, sie wurde neu errichtet.

## Studienhaus Wiesneck
Neben reiner Wohnbebauung mit wenigen Häusern in der Wiesneckstraße 1–28, gibt es dort das Studienhaus Wiesneck, das Institut für politische Bildung Baden-Württemberg e.V.
Gegenüber des Parkplatzes des Studienhauses wurde 2016 auf private Initiative ein Gedenkstein aufgestellt. Dieser zeigt die Burgruine Wiesneck und im Vordergrund eine Mühle, die sich auf dem Gelände des Studienhauses befand. 1922 wurde die Mühle als „Familien-Erholungsheim Wiesneck“ umgebaut, von 1944 bis 1959 befand sich dort eine Pension und ein Café

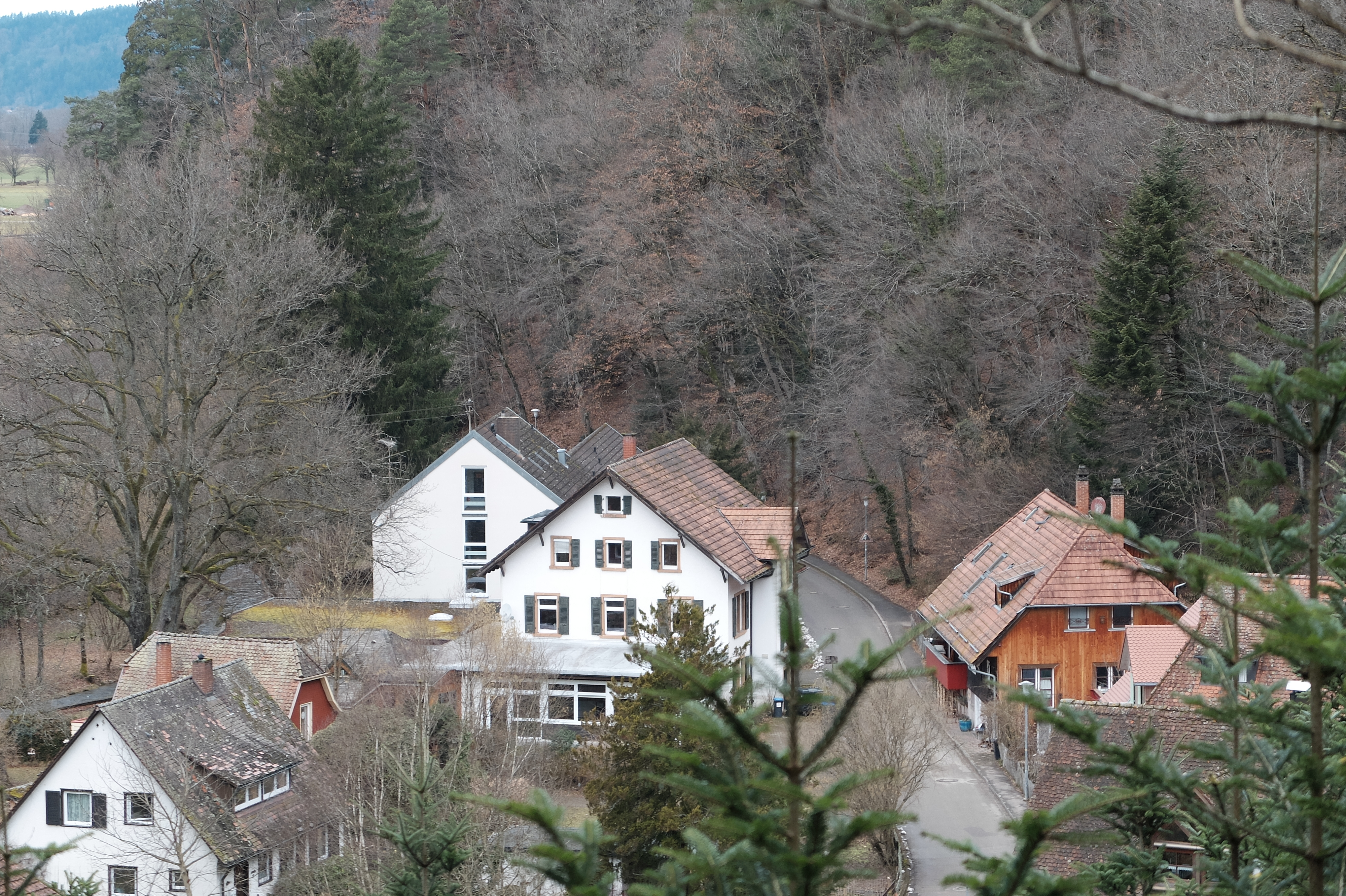
2022 Blick nach Wiesneck mit Studienhaus
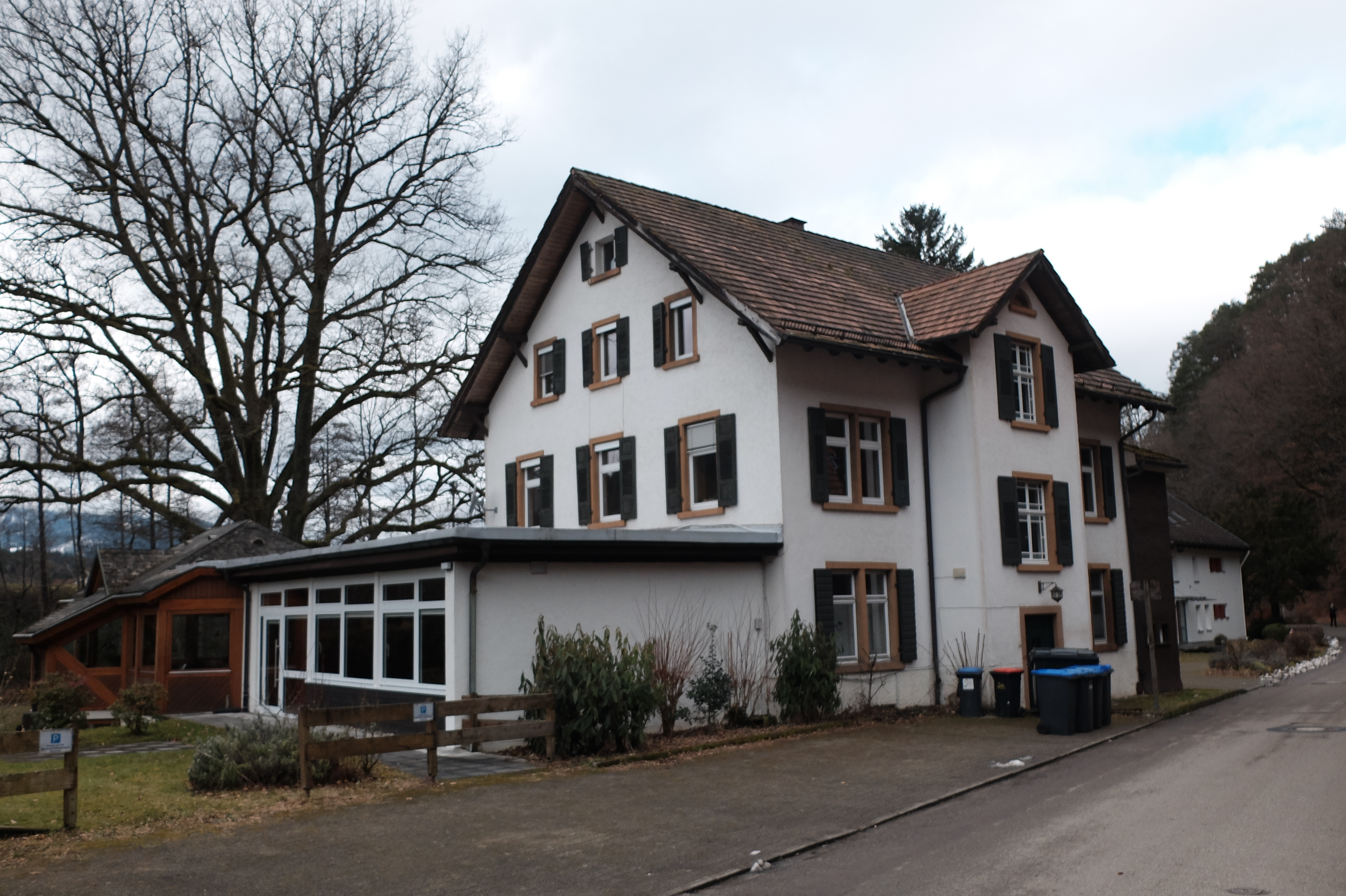
2022 Studienhaus Hauptgebäude, Ansicht von Osten
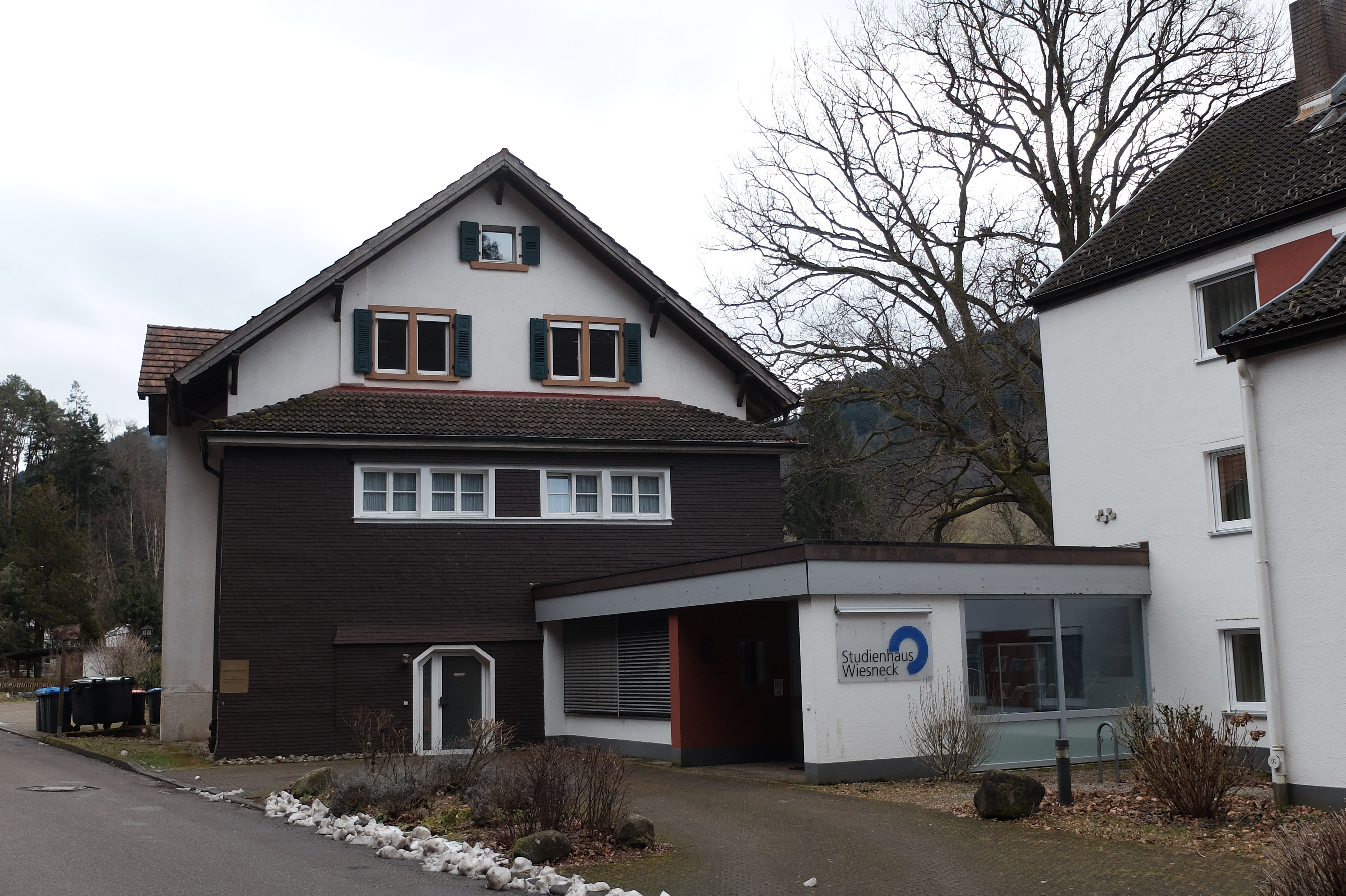
2022 Studienhaus Hauptgebäude, Ansicht von Westen
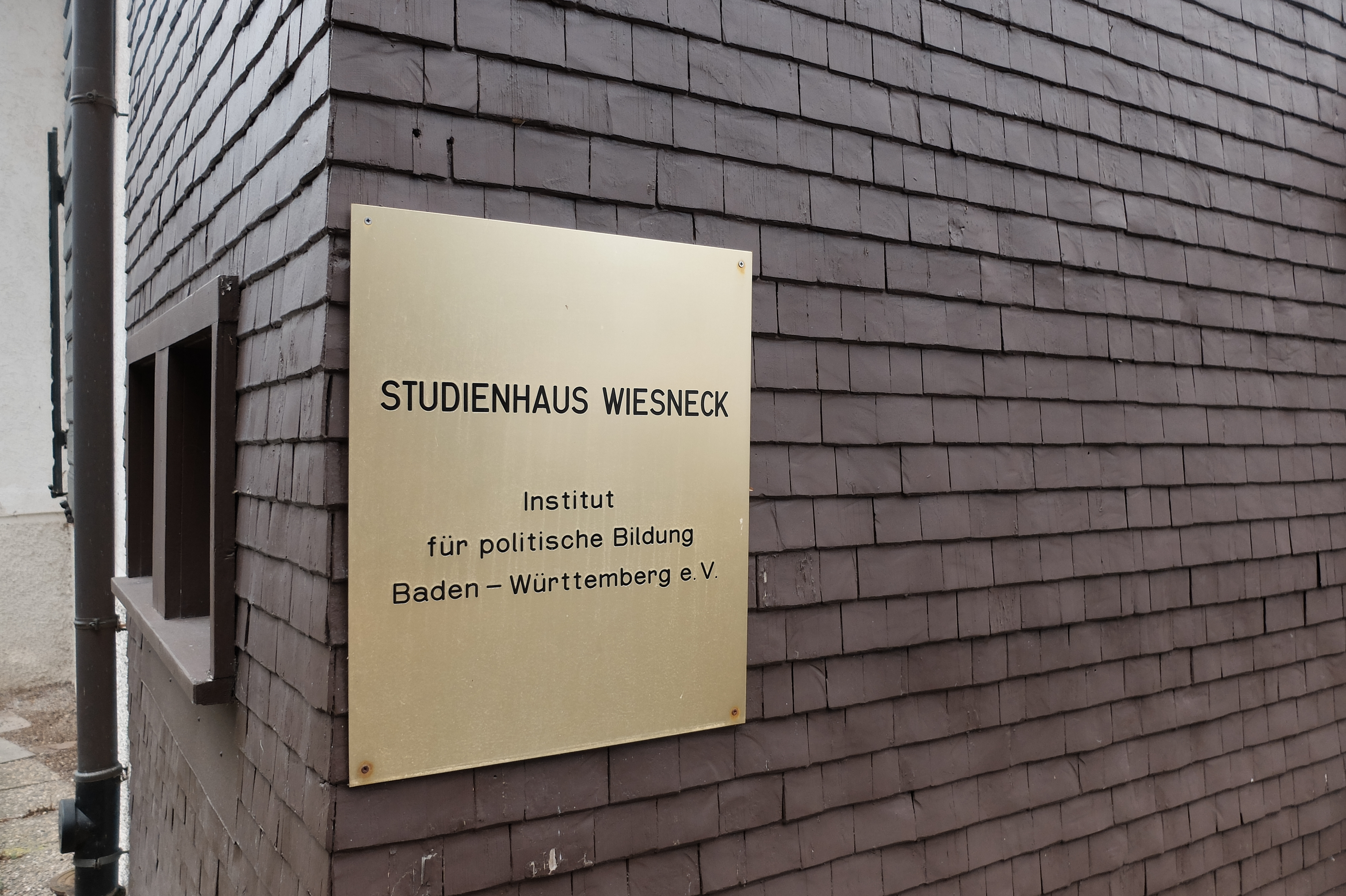
2022 Studienhaus
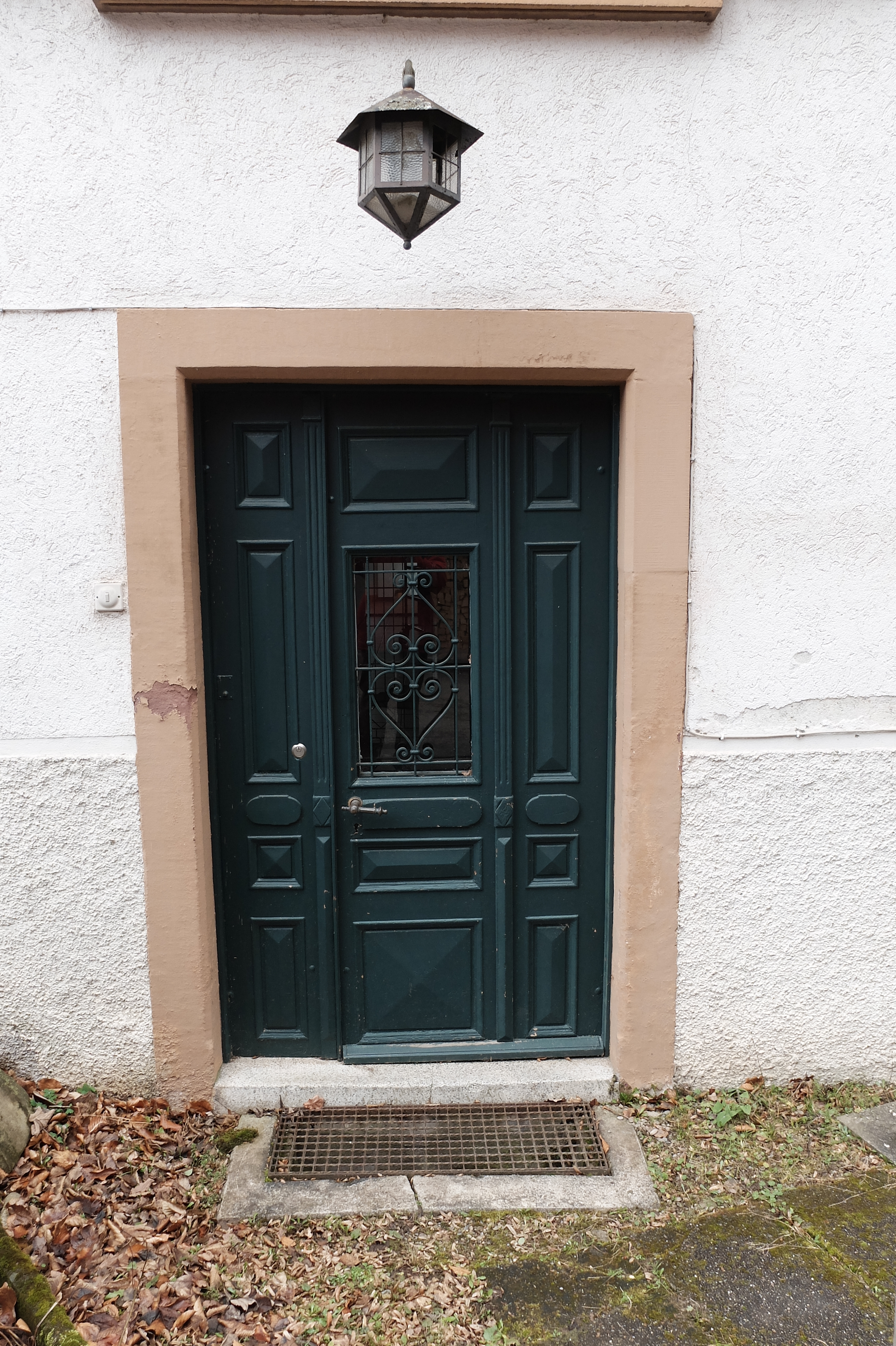
2022 Studienhaus Hauptgebäude, alter Eingang
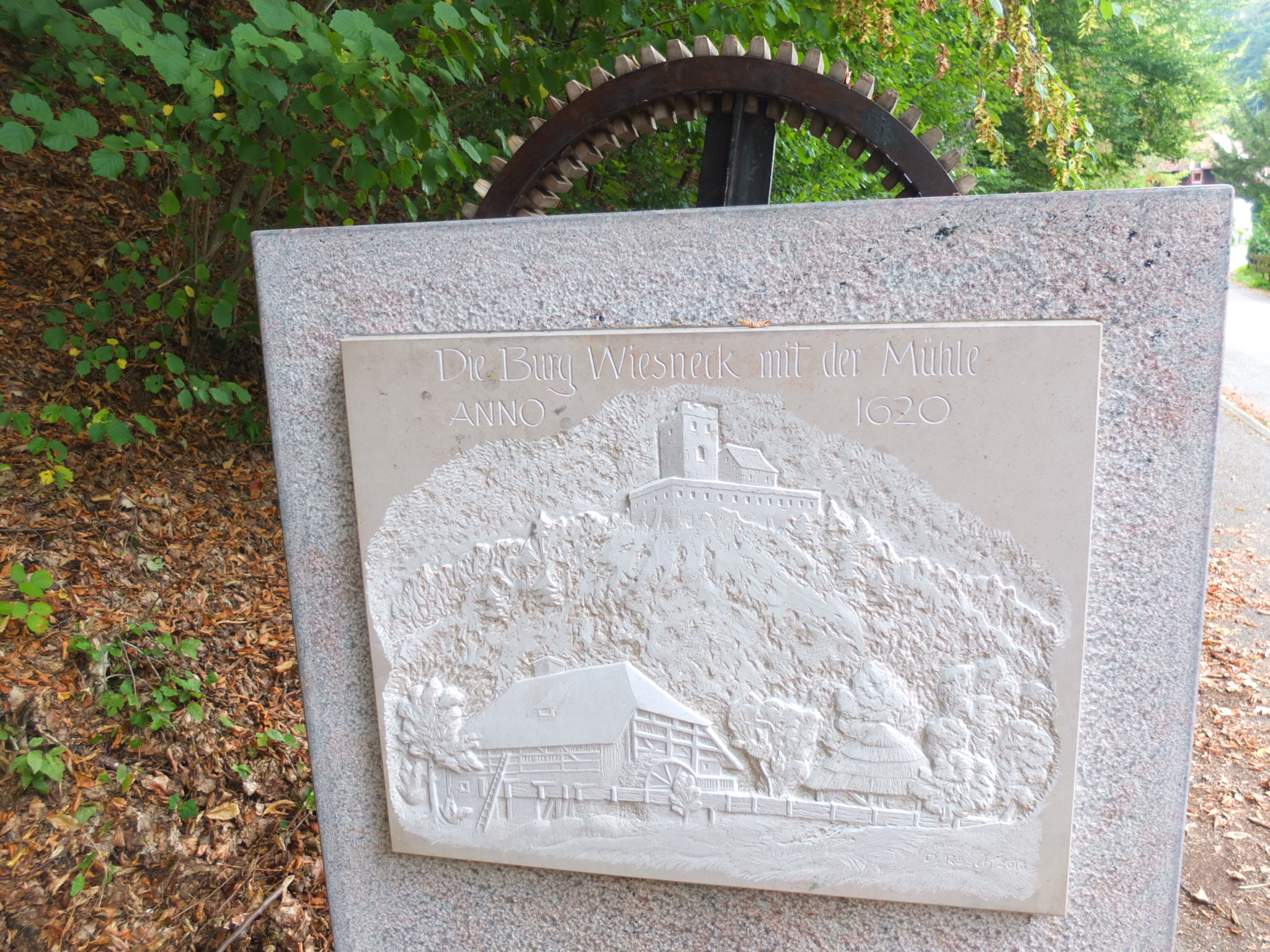
2016 Gedenkstein
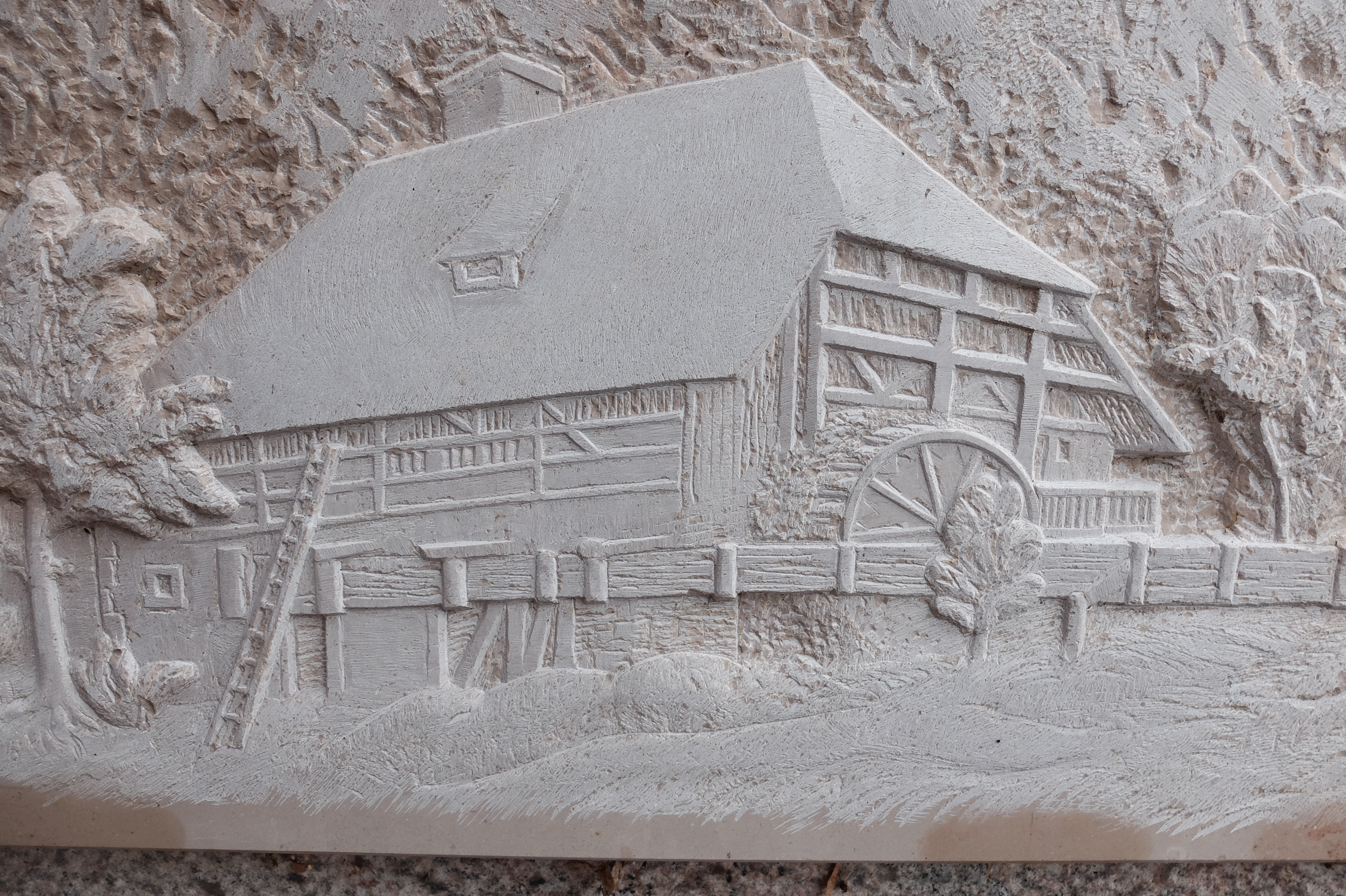
2017 Gedenkstein
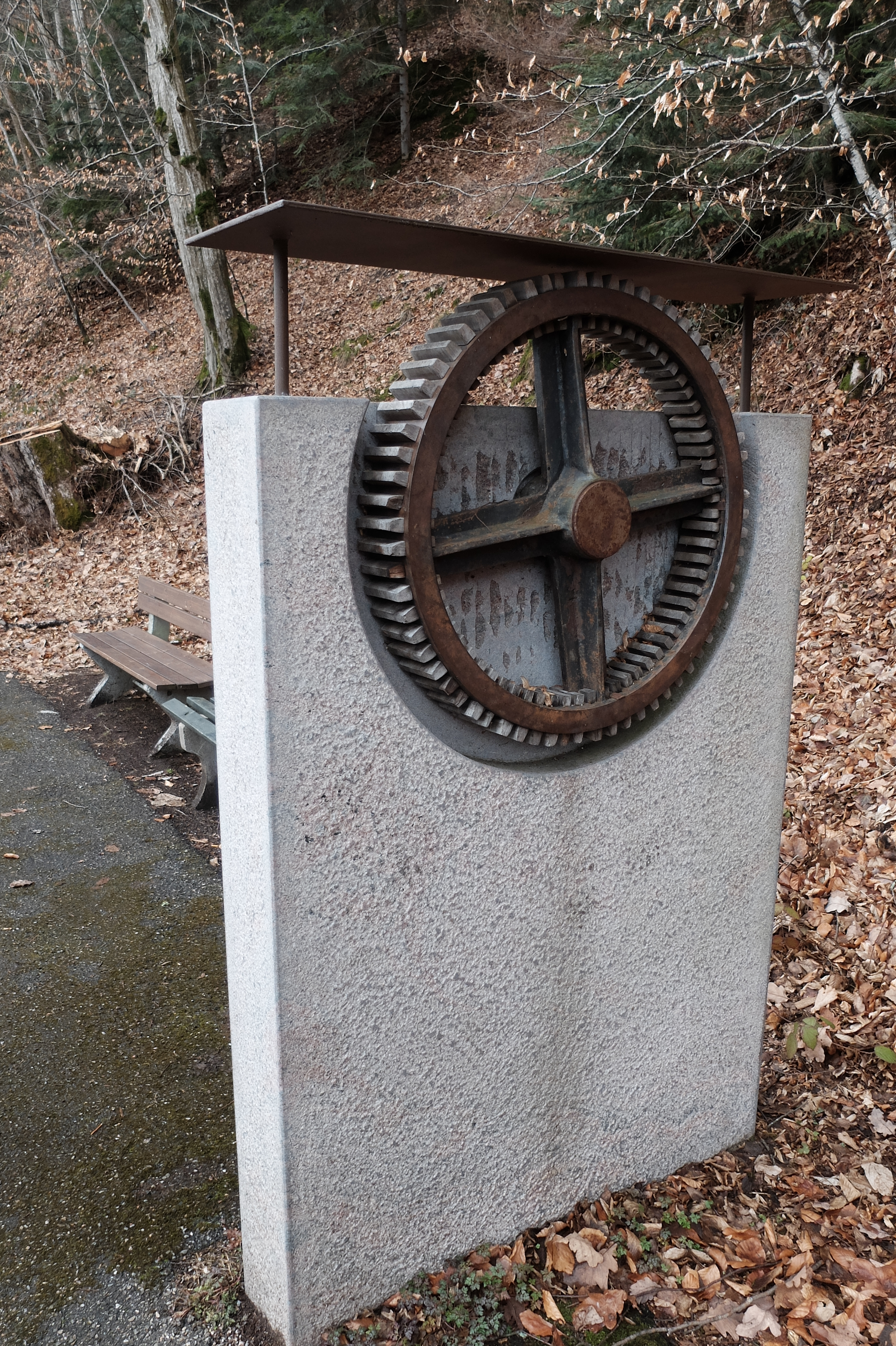
2022 Gedenkstein

## Wasserhäuschen
Am südöstlichen Ausgang der Siedlung befindet sich ein ehemaliges Wasserhäuschen.
Die Häuser Wiesnecks erhielten 1911 eine zentrale Wasserversorgung. Hierzu wurde anfangs Quellwasser in einem Hochbehälter gesammelt. 1927 wurde in einem neu errichteten Pumpenhaus am Wagensteigbach ein Pumpwerk installiert. Damit konnte zusätzlich Wasser von der nahe gelegenen Heissbrunnenquelle bezogen werden. 1966 wurde der Betrieb des Pumpenhauses eingestellt, das Häuschen verfiel. Aufgrund einer privaten Initiative wurde das Haus 2018 renoviert. Das Gelände zwischen Wasserhäuschen und Heissbrunnen entlang des Wagensteigbachs ist ein Wasserschutzgebiet. Oberhalb der Sommerbergschule in Buchenbach befindet sich ein Wasserhochbehälter, der für die Trinkwasserversorgung von Buchenbach errichtet wurde.
Links vom Wasserhäuschen ist ein kleines Kunstwerk mit Geröll/Gesteinen aus den drei Gewässern errichtet, die den Gesamtort Buchenbach durchfließen: Rotbach (im Ortsteil Falkensteig), Wagensteigbach (im Ort Buchenbach) und Ibenbach (im Ortsteil Ibental)

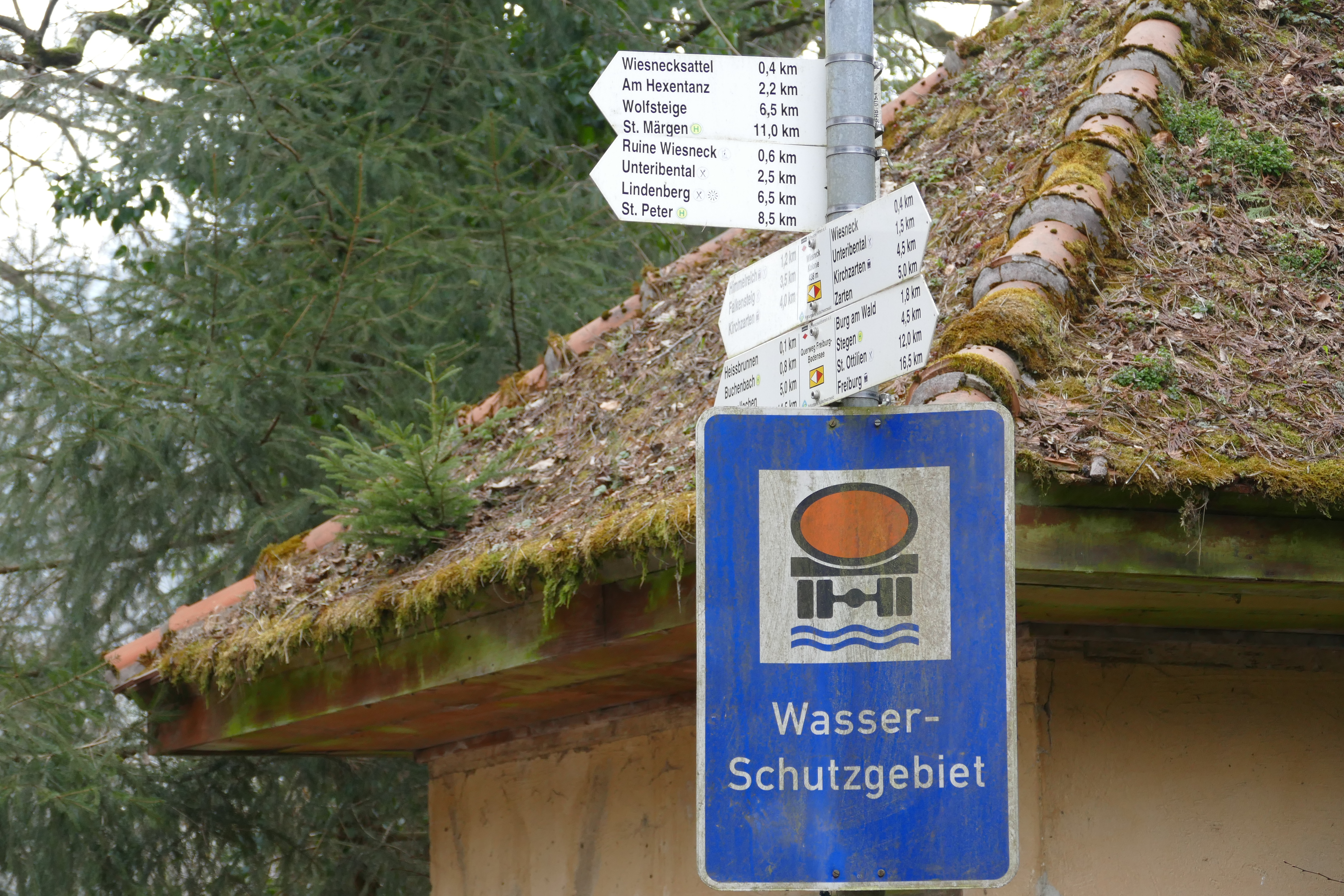
2016 Wasserhäuschen Wiesneck vor der Renovierung
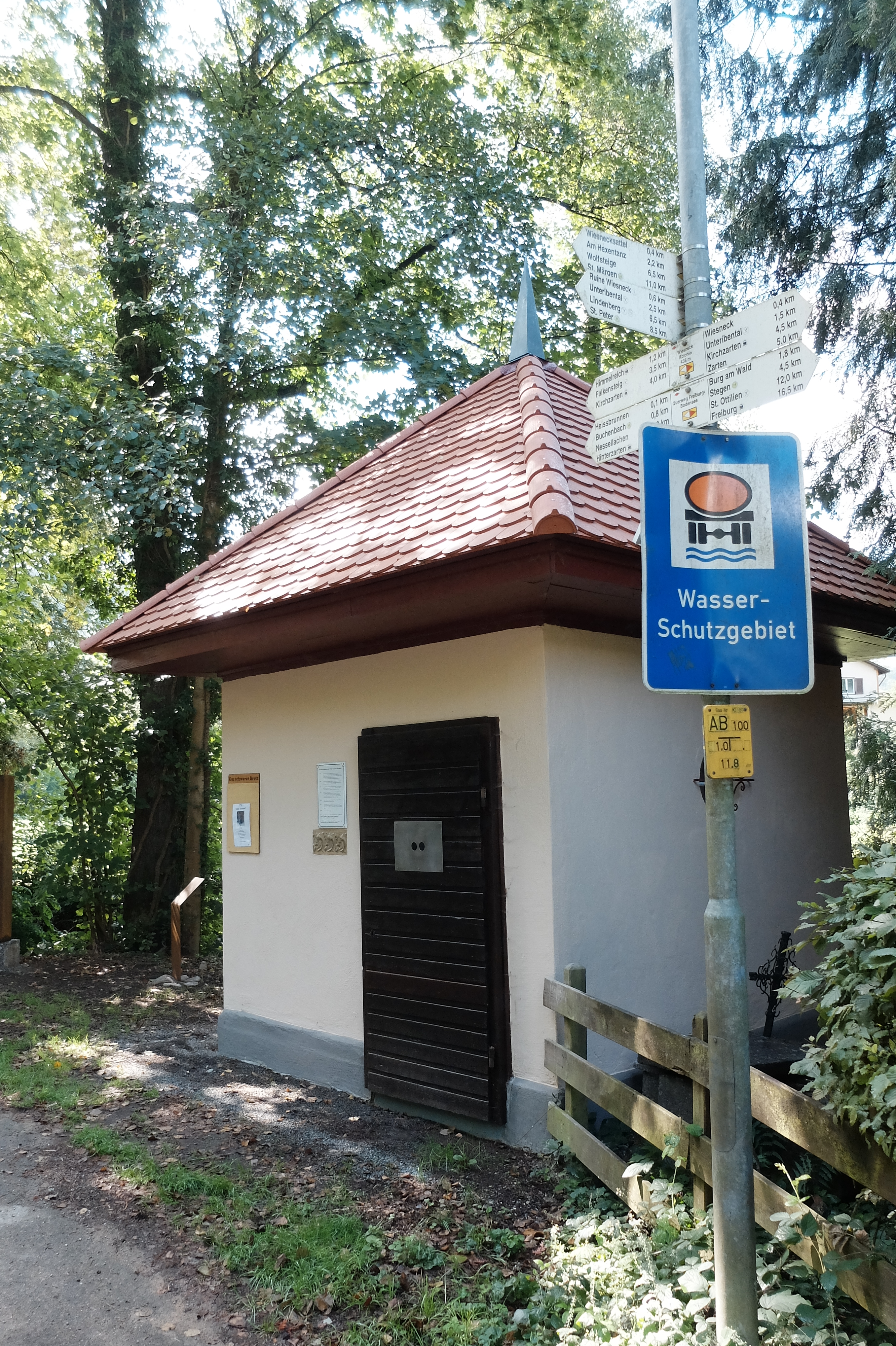
2018 Wasserhäuschen Wiesneck nach Renovierung
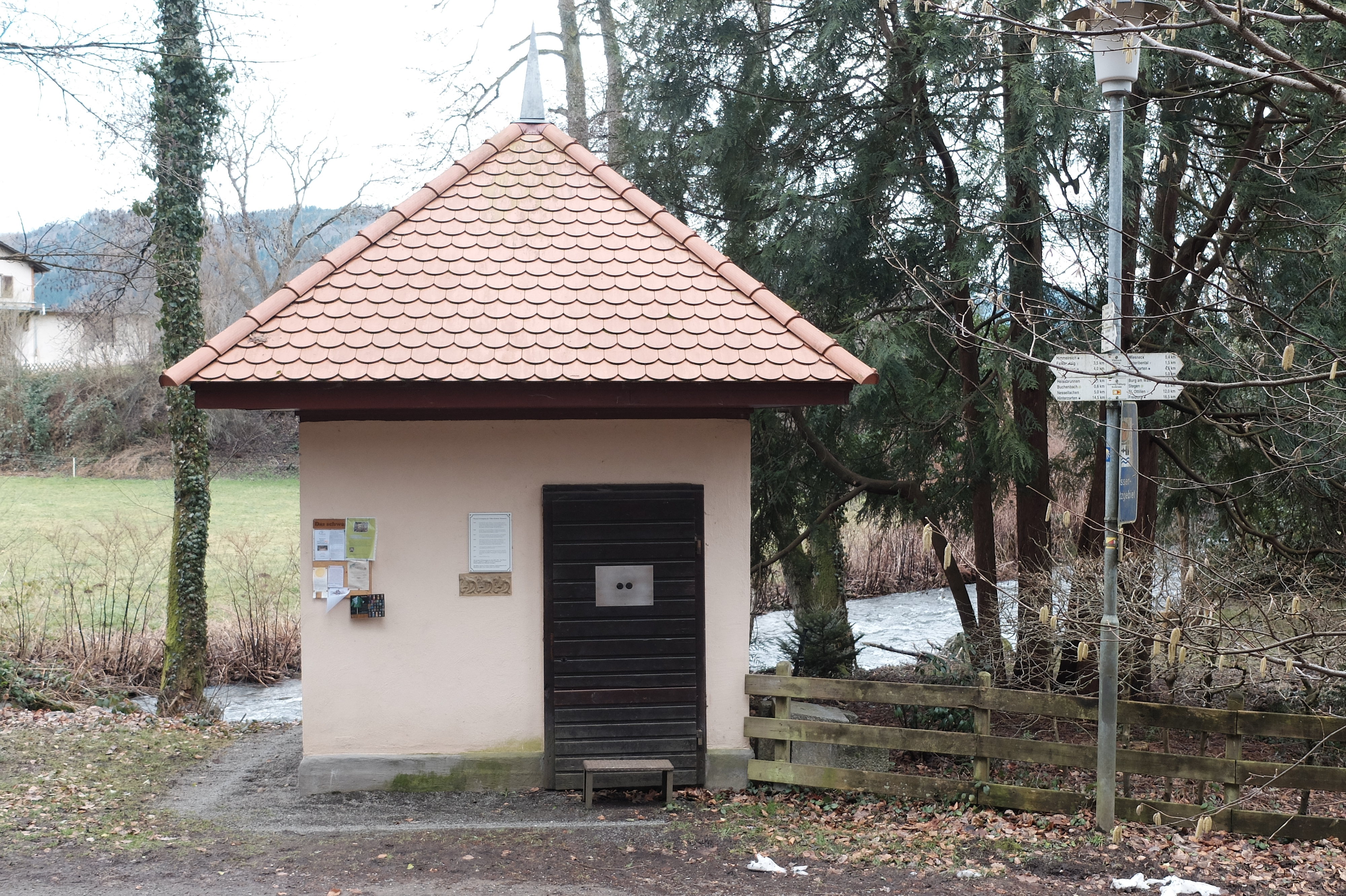
2022 Wasserhäuschen
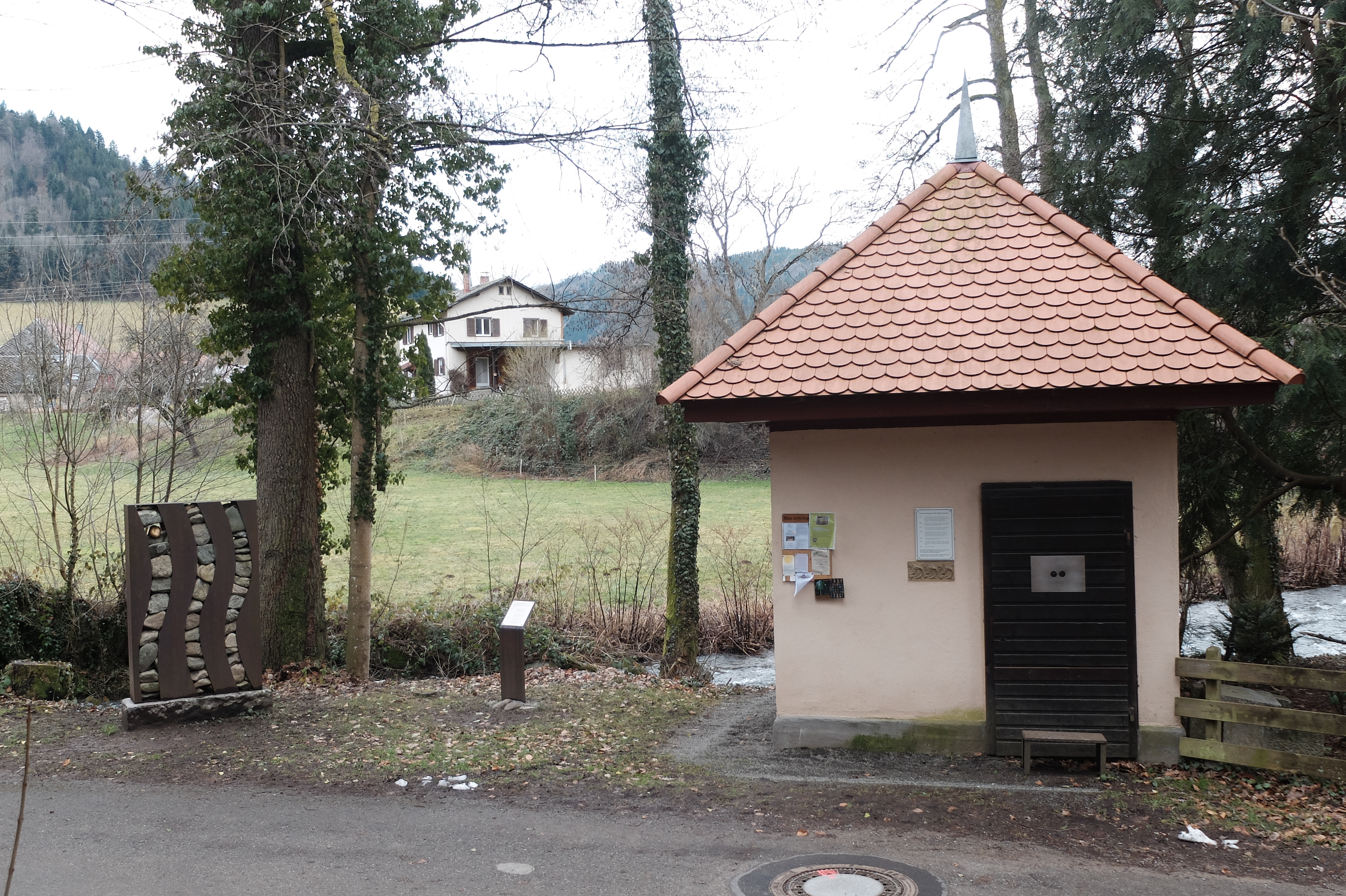
2022 Wasserhäuschen
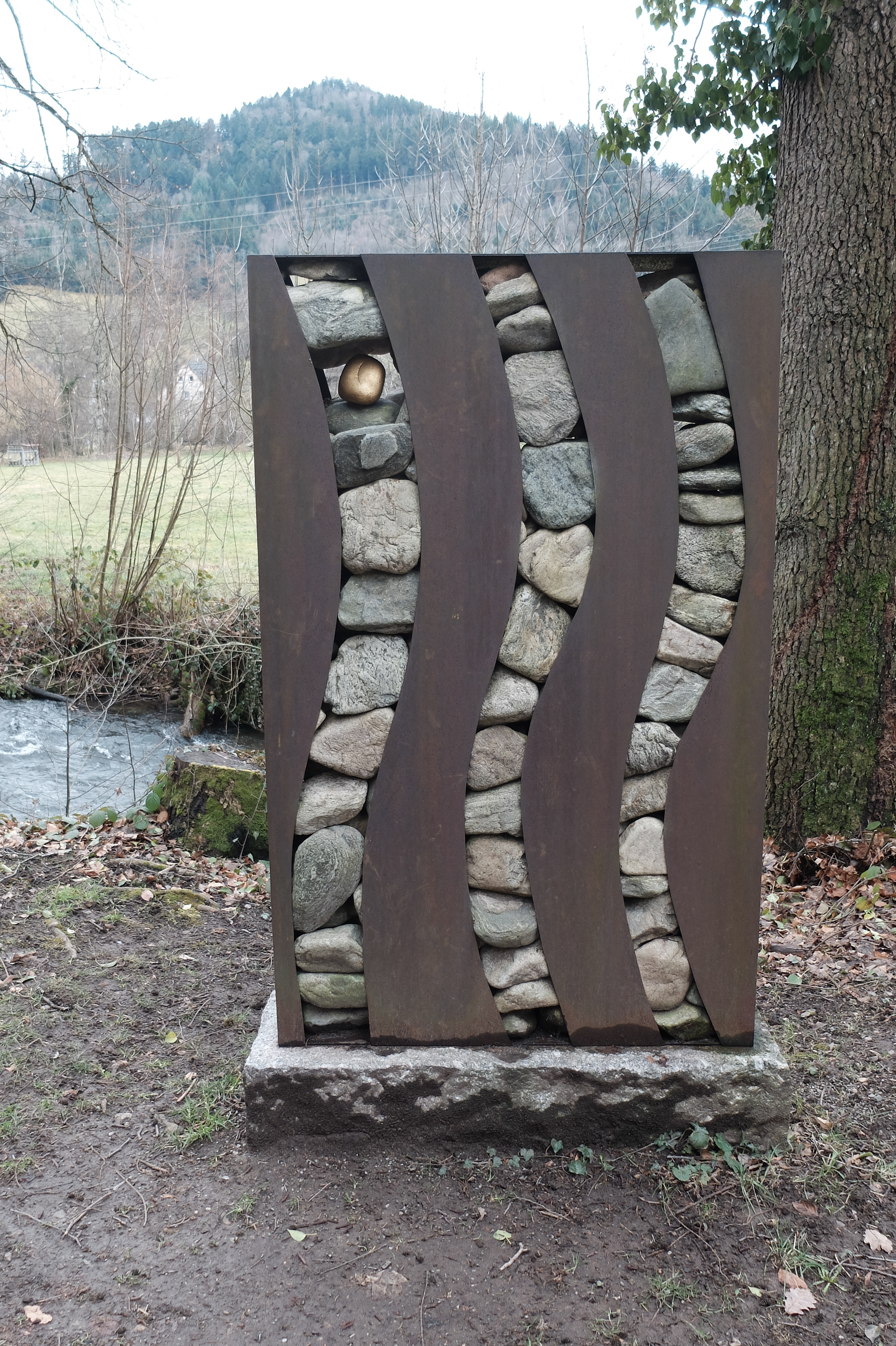
2022 Steinsäule
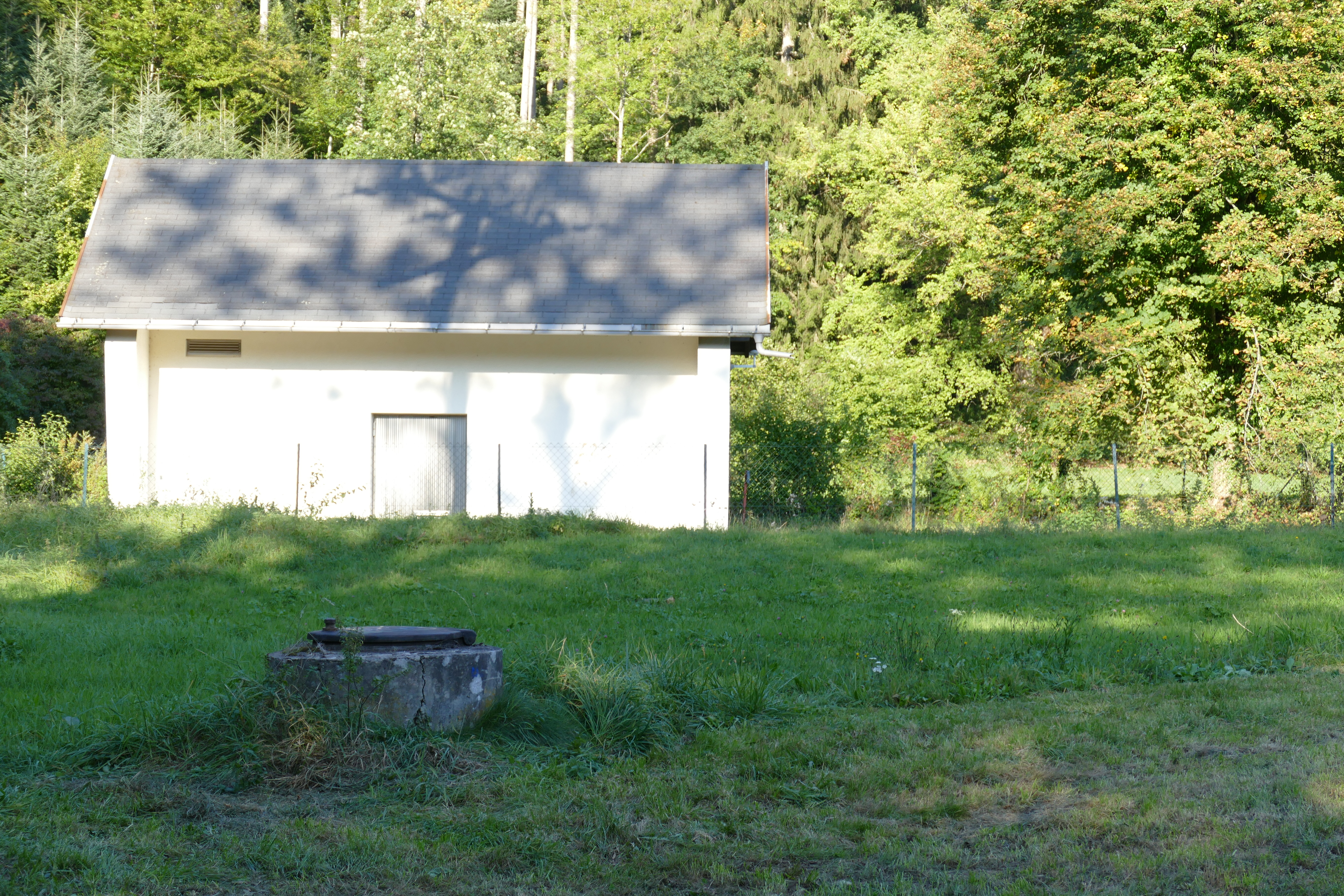
2015 Brunnenhaus Heissbrunnenquelle
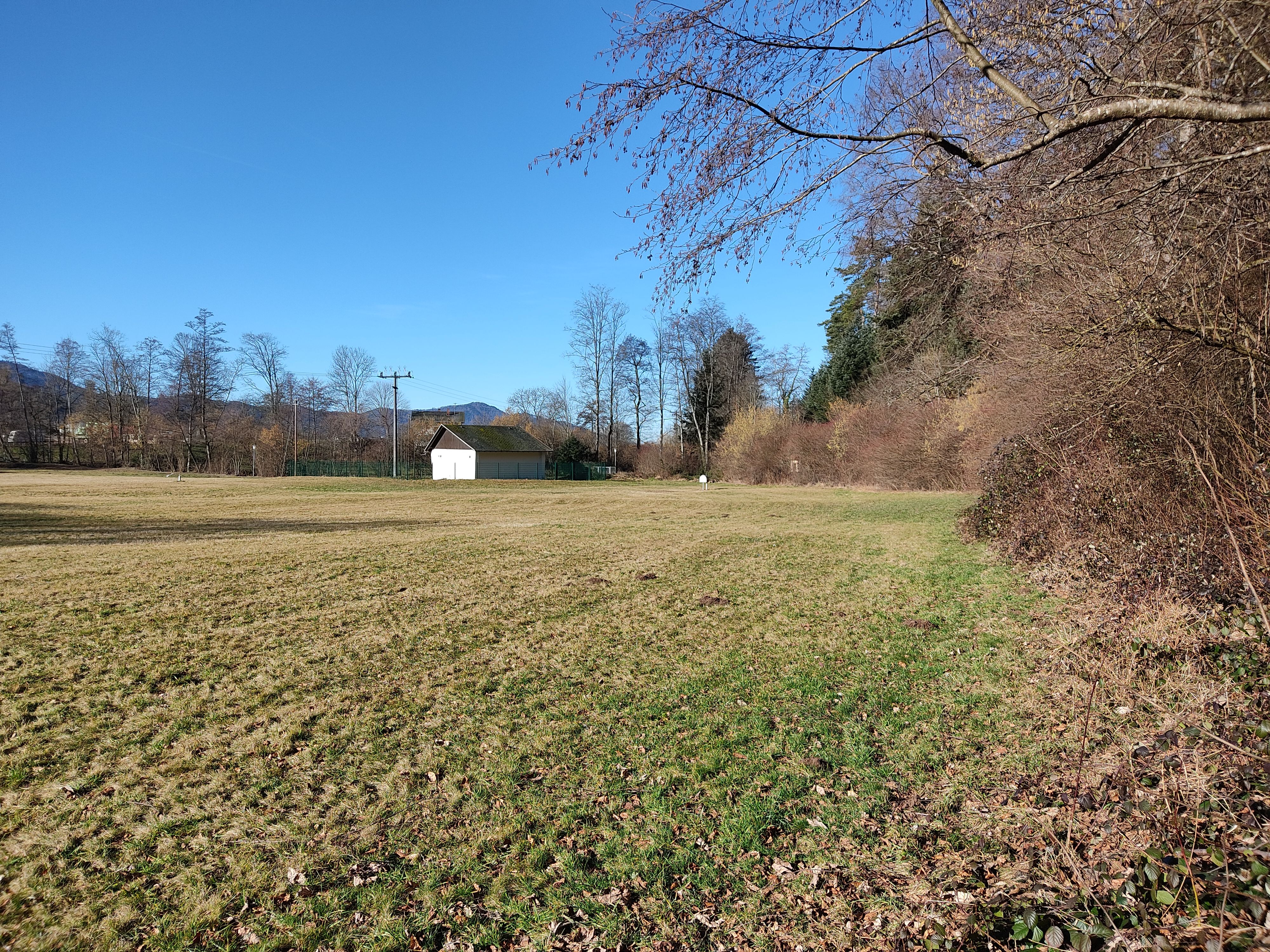
2022 Wasserschutzgebiet Heissbrunnenquelle
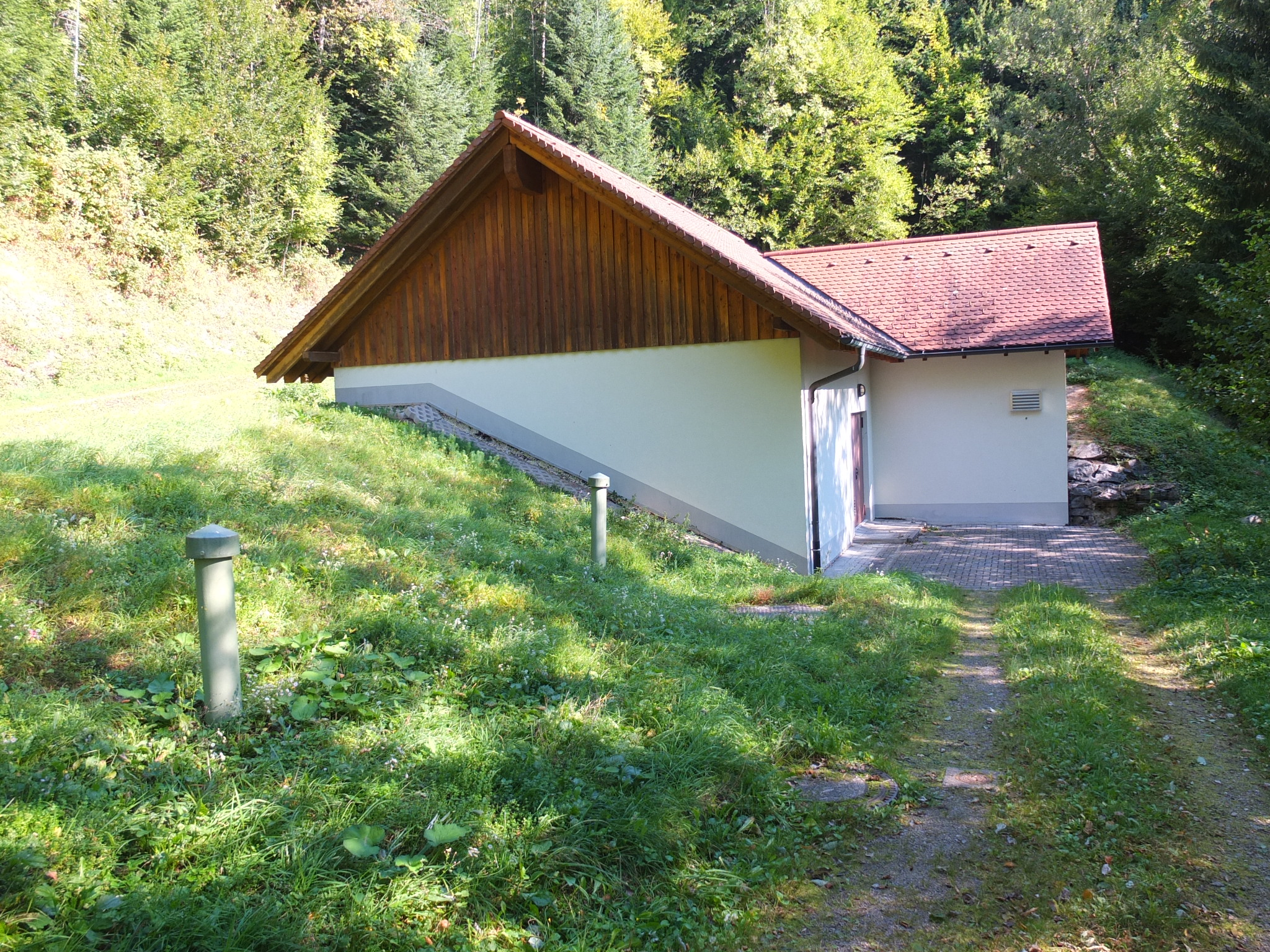
2015 Wasser-Hochbehälter

## Flatterulme
Unweit des Heissbrunnens findet man eine markante, seltene Baumart, eine etwa 25 m hohe Flatterulme mit einem Stammumfang von fast 5 m. Innerhalb des Modellprojektes Flatterulmen aus dem Südschwarzwald (Gebietsheimische Gehölze pflanzen) wurde dort 2019 Saatgut gesammelt. In einer Forstbaumschule konnten daraus Jungpflanzen gezogen werden, die von Kommunen gepflanzt, aber auch zum Verkauf angeboten wurden. Flatterulmen sind eine Baumart, die ähnliche Standortansprüche wie Eschen haben und daher die durch das Eschensterben absterbenden Bäume ersetzen können.

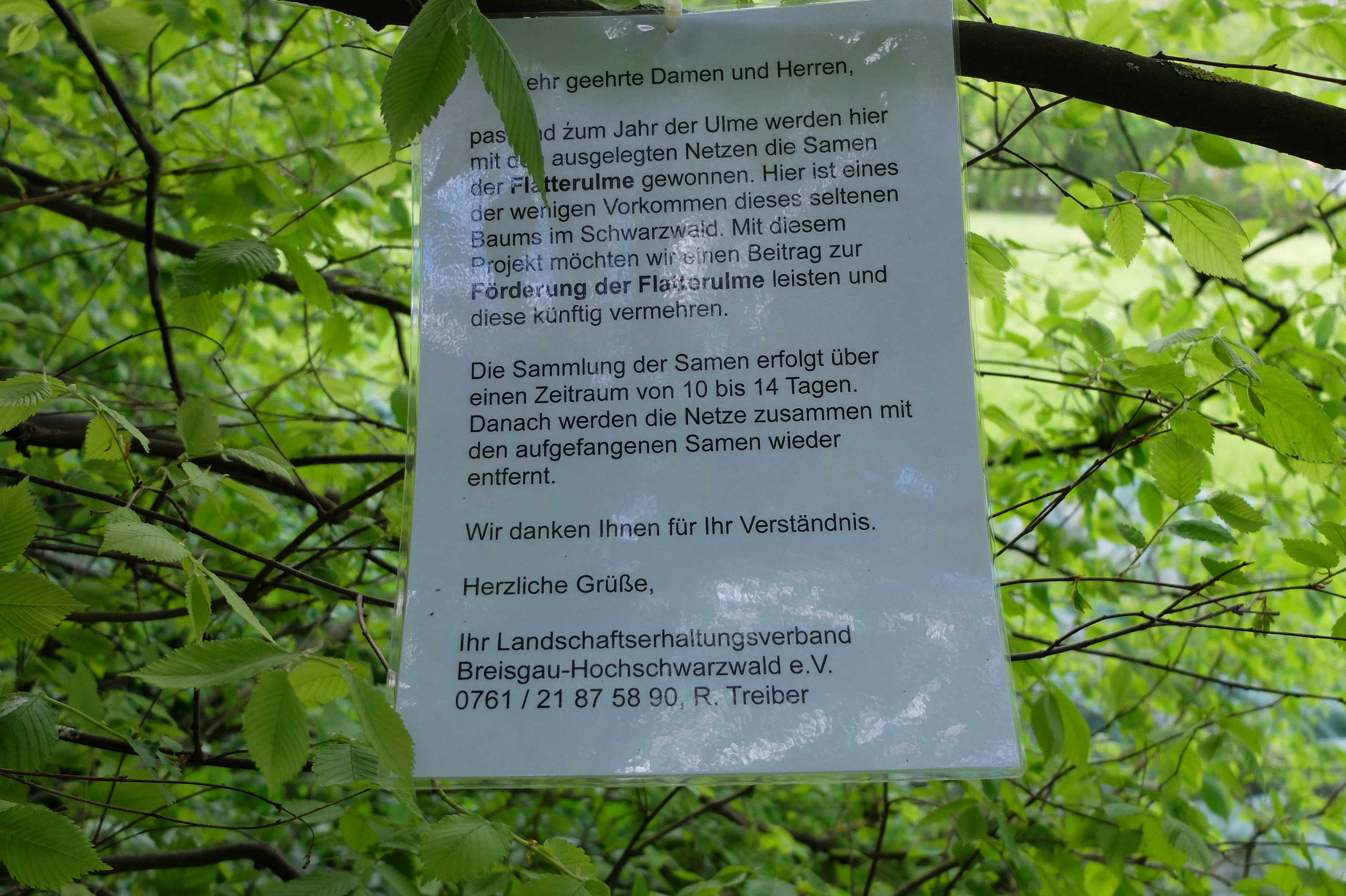
2019 Flatterulme Info zur Saatgutsammlung
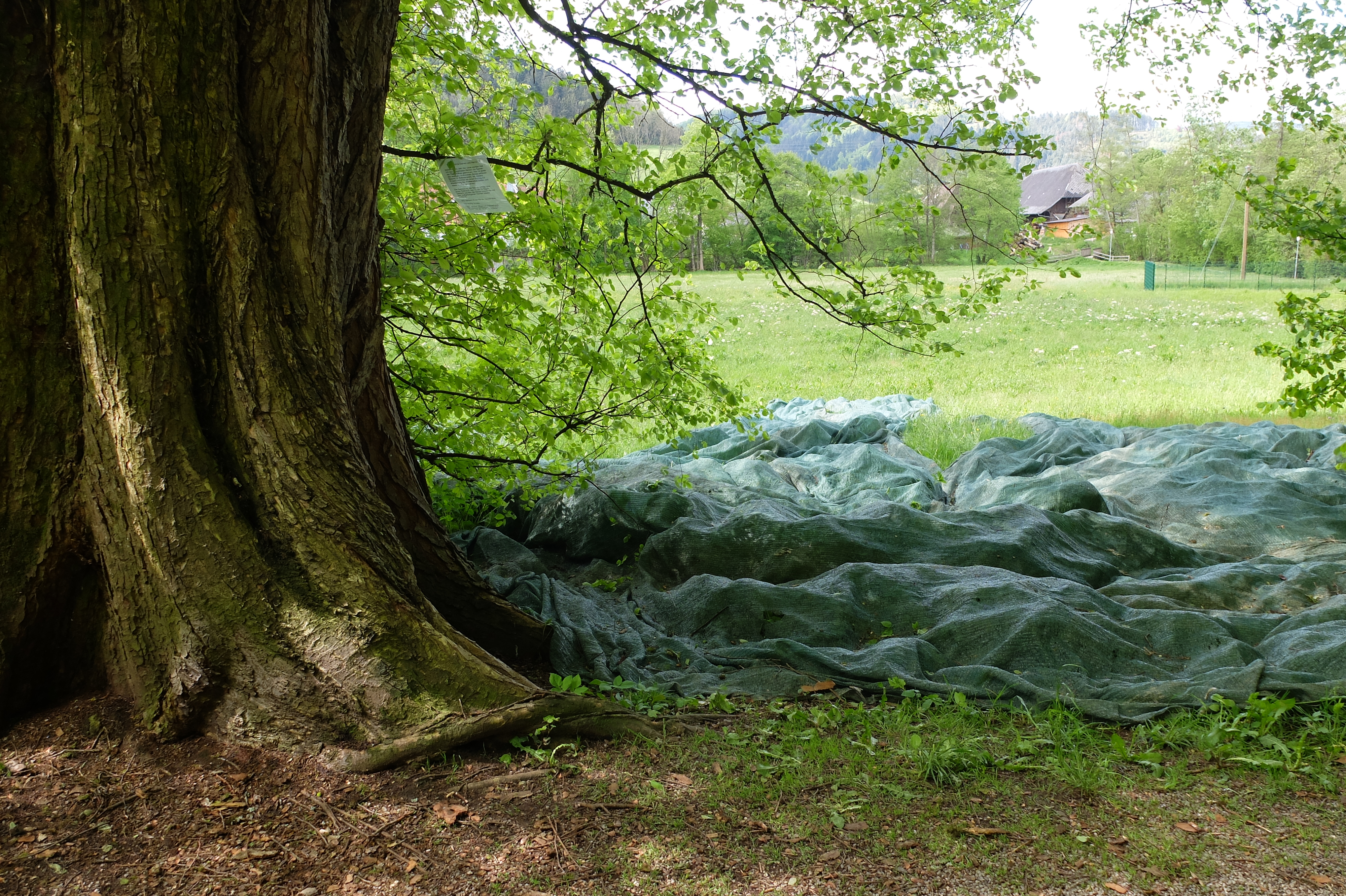
2019 Flatterulme Saatgutsammlung
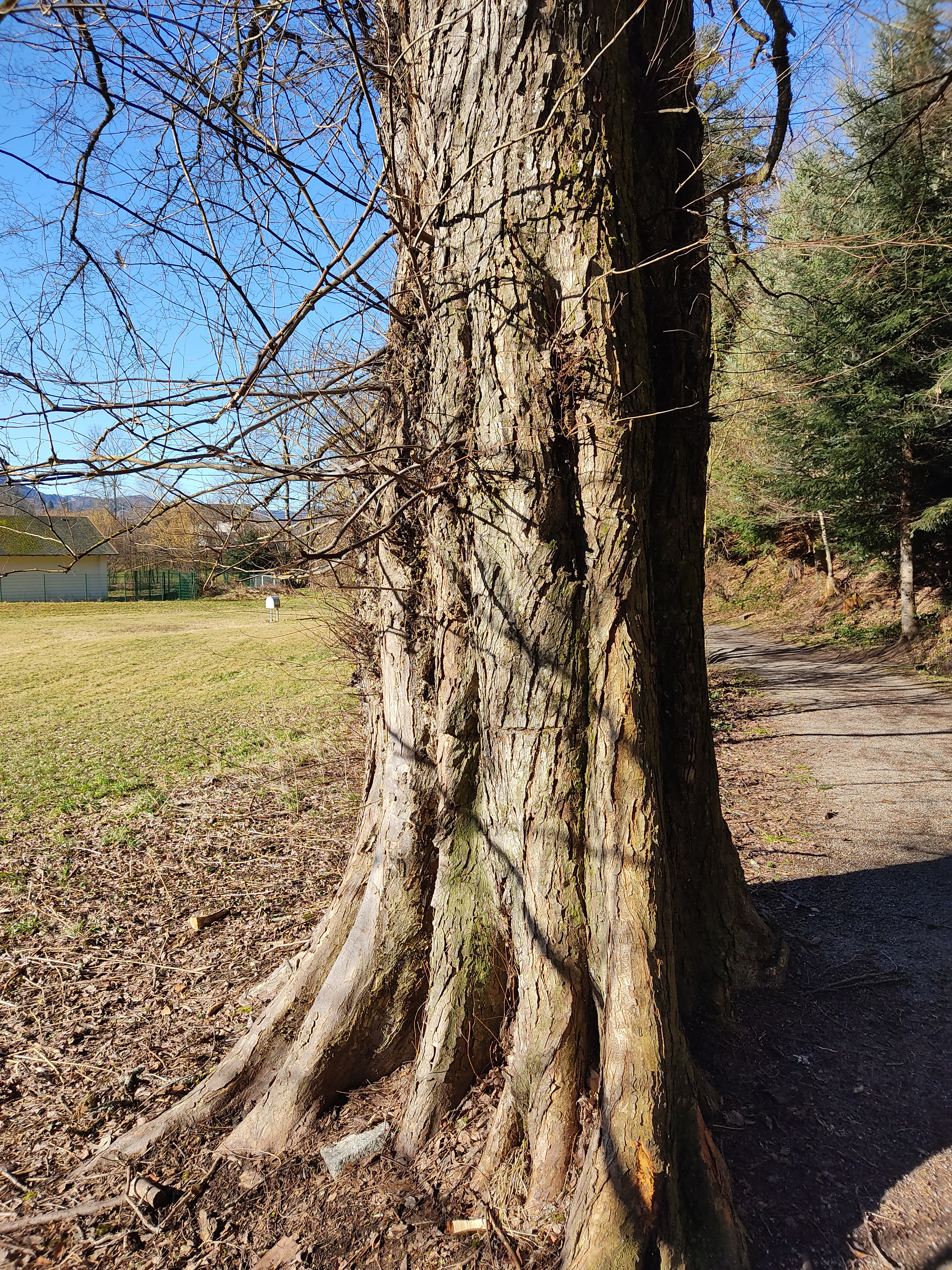
2022 Flatterulme
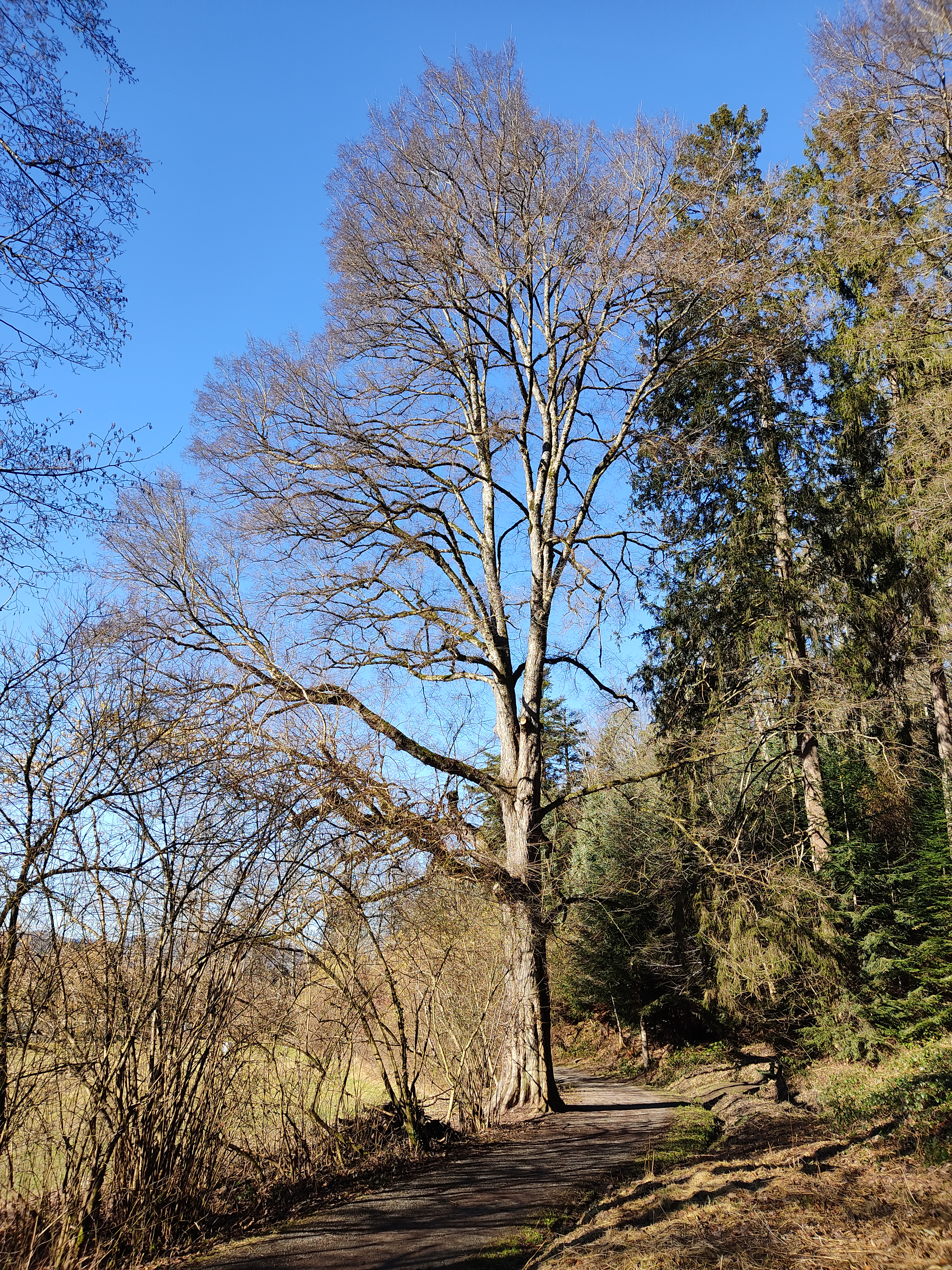
2022 Flatterulme

## Friedrich-Husemann-Klinik
Nordwestlich der Kolonie Wiesneck befindet sich die Friedrich-Husemann-Klinik, ein Fachkrankenhaus für Psychiatrie & Psychotherapie mit dem Träger „Zentrum für anthroposophische Psychiatrie e. V.“.
Es wurde 1930 von Friedrich Husemann als Sanatorium Wiesneck gegründet und ist das älteste anthroposophische Fachkrankenhaus für Psychiatrie und Psychotherapie in Europa.
Die Klinik liegt auf einem 35 ha großen Gelände des Meierhofs, einem ehemaligen Hofgut, das zur Versorgung der Burg Wiesneck diente. Sie besteht aus einer Reihe von unterschiedlichen Gebäuden für Therapie, Verwaltung und Wohnzwecke.
Auf dem Klinikgelände finden sich eine Reihe exotischer Gewächse und Bäume (Rhododendren, Zedern, Mammutbäume usw.), die der ehemalige Besitzer Heinrich Schöndube pflanzen ließ.

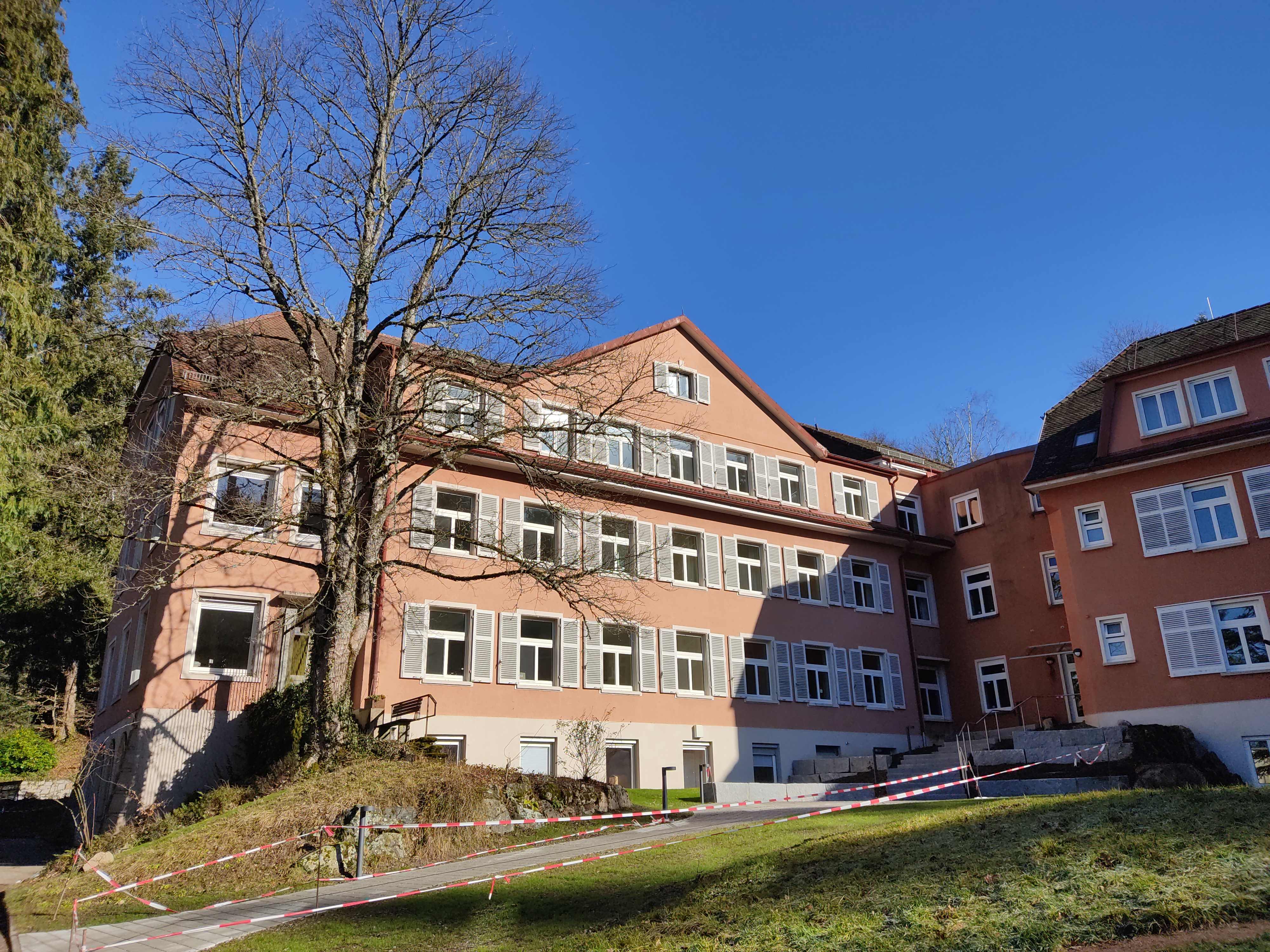
2022 Johanneshaus
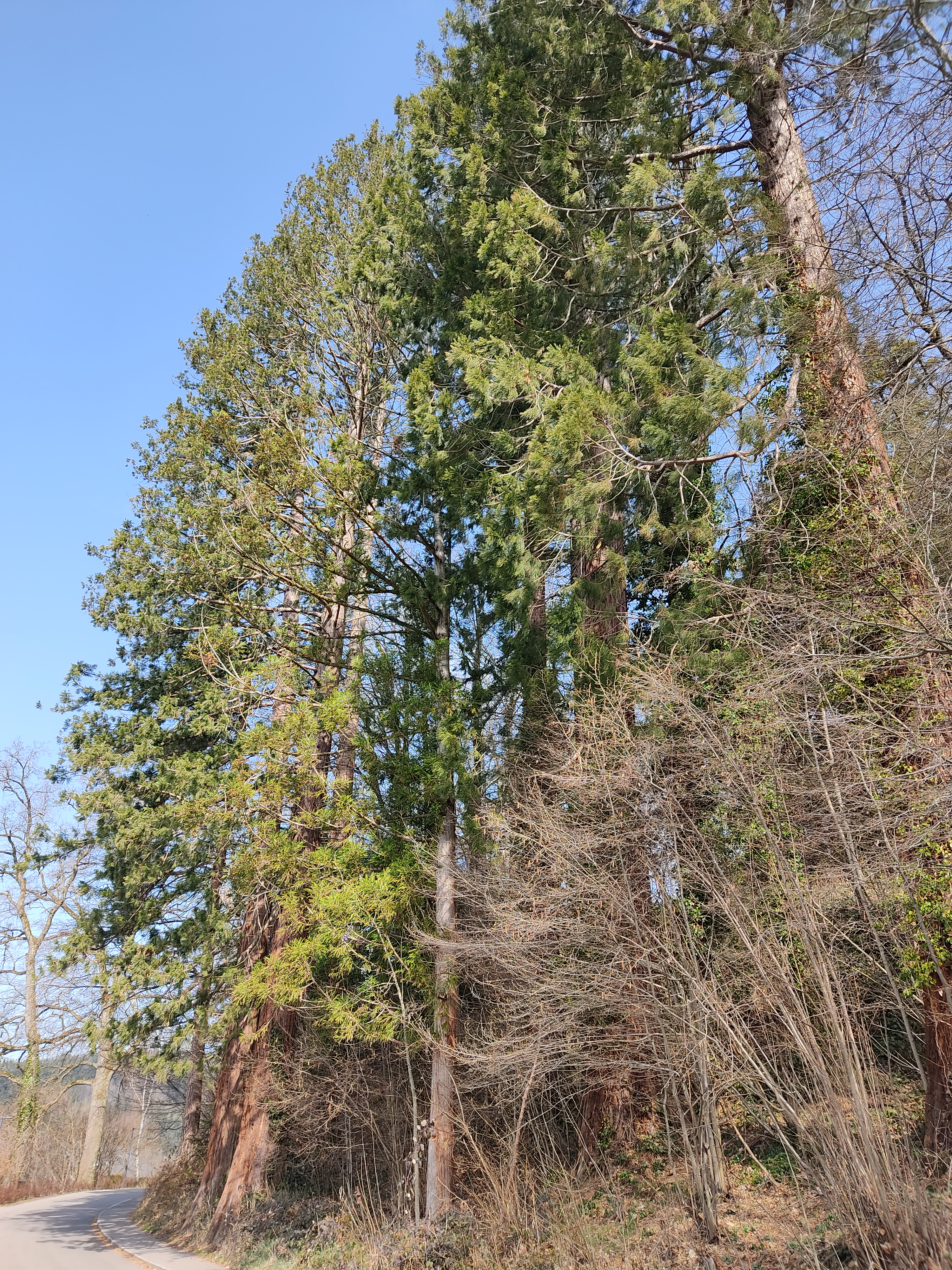
2022 Mammutbäume
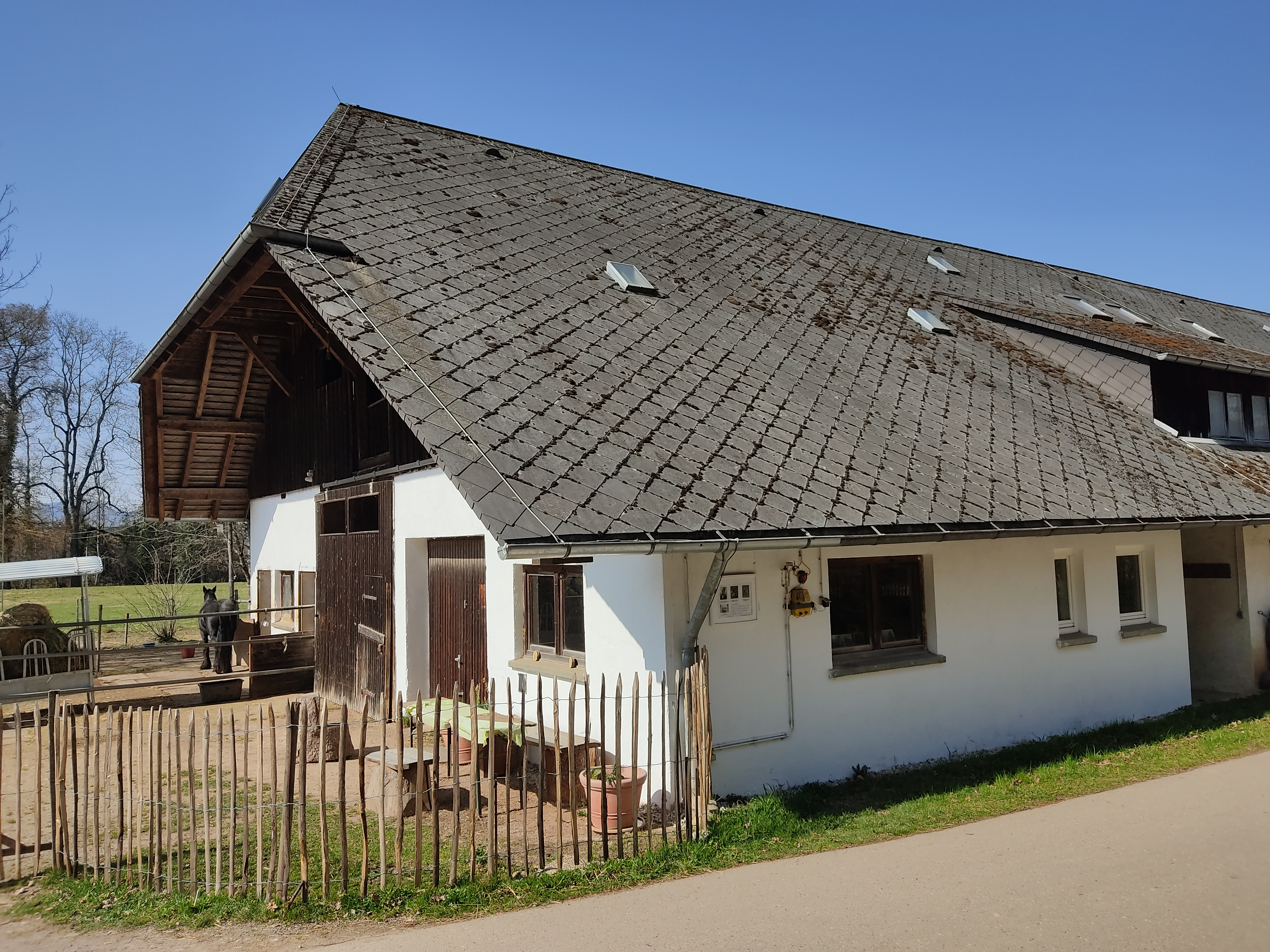
2022 Meierhof